# Théâtre acadien
Vous lisez un « bon article » labellisé en 2014.
Le théâtre acadien est le théâtre produit en Acadie ou considéré comme tel. La dramaturge la plus connue est Antonine Maillet, dont la pièce de théâtre La Sagouine a été présentée plus de deux mille fois avec Viola Léger en tant qu'unique comédienne.
La première pièce, Le Théâtre de Neptune, fut créée par Marc Lescarbot en 1606. Il n'y eut pourtant pas de théâtre durant deux siècles en raison du contexte socio-économique et politique difficile. La tradition orale devint toutefois florissante avec les veillées et leur conteurs, ayant une influence jusqu'à ce jour. Les collèges acadiens développèrent une activité théâtrale à partir de 1864, notamment au Collège Saint-Joseph fondé par Camille Lefebvre à Memramcook. Des professeurs comme Alexandre Braud et Jean-Baptiste Jégo créèrent des pièces très populaires, souvent sur un thème nationaliste ou religieux. De petites productions paroissiales emboîtèrent le pas mais l'accent ne fut pas mis sur la dramaturgie, seuls Pascal Poirier et James Branch écrivirent de véritables pièces. Les premières troupes indépendantes furent fondées dans les années 1950, constituant une perte d'influence des collèges et de l'Église.
La production de Les Crasseux d'Antonine Maillet en 1968 est considérée comme le véritable début du théâtre acadien. Un programme d'arts dramatiques est créé l'année suivante à l'Université de Moncton, dont furent issus de nombreux artistes et artisans. Les troupes Les Feux chalins et le Théâtre amateur de Moncton furent fondées la même année. Présentée en 1971, La Sagouine d'Antonine Maillet connut un succès phénoménal à la suite de sa mise en scène au Théâtre du Rideau Vert de Montréal en 1972.
Le Théâtre populaire d'Acadie, la première troupe professionnelle, fut fondée en 1974 à Caraquet. Elle produisit, entre autres, Louis Mailloux de Jules Boudreau et Calixte Duguay ainsi que Le Djibou de Laval Goupil. Le Théâtre l'Escaouette fut fondé en 1977 à Moncton et donna une grande place à l'œuvre d'Herménégilde Chiasson, un artiste multidisciplinaire. Antonine Maillet poursuivit sa carrière, autant au théâtre qu'en littérature. Le théâtre acadien se diversifia dans ses genres et ses thèmes. Le TPA se concentra sur le répertoire alors que le Théâtre l'Escaouette favorisa la création. La dramaturgie s'améliora mais le manque de textes acadiens fut difficile à combler.
Le contexte économique difficile des années 1980 força la Compagnie Viola-Léger à cesser ses activités en 1989, trois ans après sa fondation, alors que les autres troupes annulèrent des productions. Les troupes se redirigèrent vers les productions pour enfants, où les textes d'Herménégilde Chiasson se démarquèrent. Le Pays de la Sagouine fut fondé en 1992 à Bouctouche d'après l'œuvre d'Antonine Maillet, qui continua à le fournir en textes. De plus en plus de pièces de théâtre furent publiées. Le théâtre redevint plus adulte au milieu des années 1990, et connut un renouveau par la fondation de troupes, dont Moncton Sable en 1996, et l'arrivée de nouveaux dramaturges, dont Gracia Couturier, mais Herménégilde Chiasson conserva une influence. La place qu'occupa les productions québécoises s'attira toutefois des critiques. Quelques nouveaux succès financiers et critiques, dont la reprise de la pièce Louis Mailloux, ainsi que la fondation de festivals, mirent tout de même en valeur les créations typiquement acadiennes.

## Histoire

### Origines

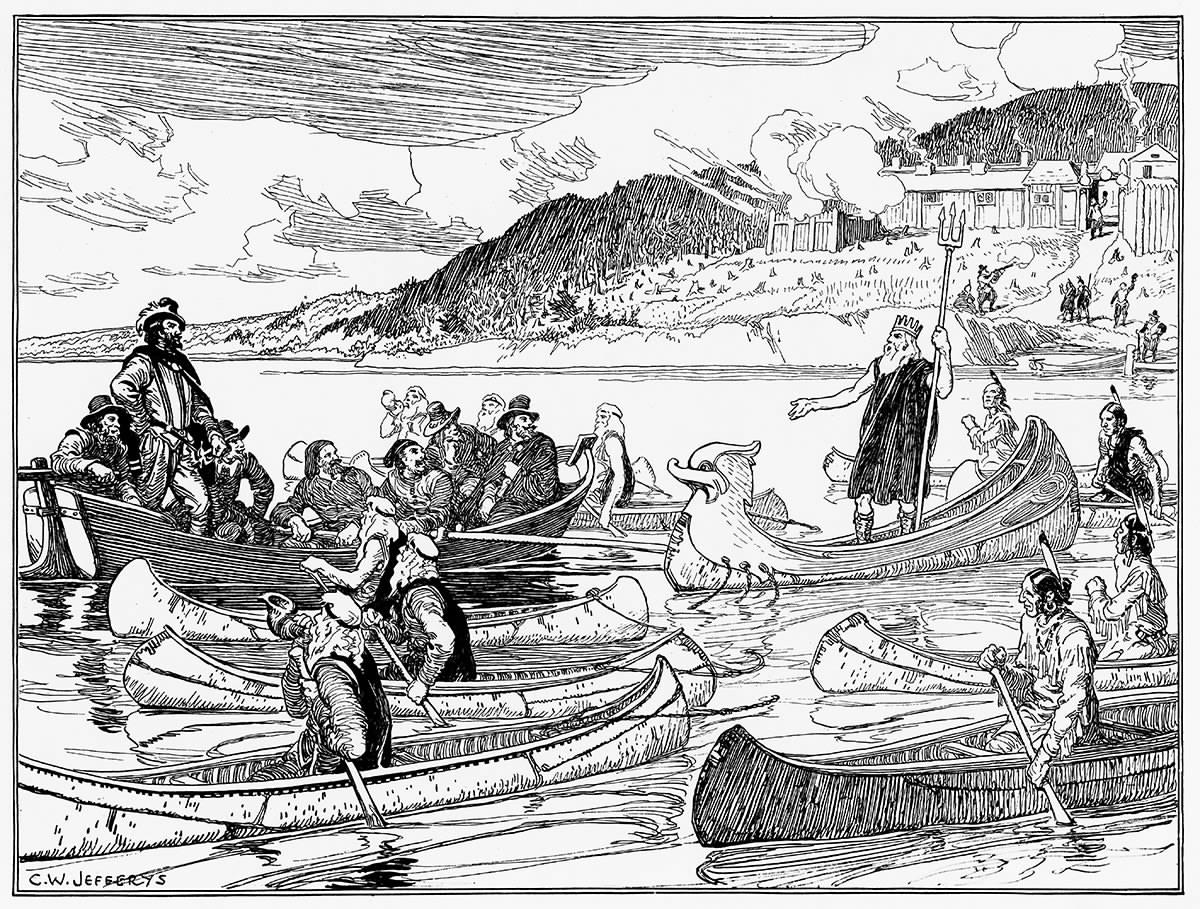
Présentation du Théâtre de Neptune face à l'habitation de Port-Royal. Dessin de Charles William Jefferys.

En 1606, Marc Lescarbot présente à Port-Royal Le Théâtre de Neptune, une fantaisie nautique en alexandrins commémorant l'arrivée de Jean de Poutrincourt en Acadie ; c'est probablement la première pièce de théâtre produite en Amérique du Nord.
Il n'y a pas de théâtre durant près de trois siècles après le passage de Marc Lescarbot. La lenteur de la croissance démographique et la situation stratégique de l'Acadie, causant de nombreuses guerres, expliquent que les textes produits ne sont pas comparables à ceux du Canada ou de la France. Il y a d'ailleurs peu d'artistes et aucun organisme professionnel ou communautaire, ce que la Déportation des Acadiens, ayant lieu entre 1755 et 1763, ne favorise pas davantage. Les Anglais, qui prennent possession d'une partie de l'Acadie en 1713, introduisent leur culture mais les Acadiens en sont tenus à l'écart.
Il n'y a de toutes manières plus de littérature après la Déportation mais une tradition orale florissante ayant laissé histoires, légendes et chansons jusqu'à nos jours. Les veillées, ayant surtout lieu l'hiver et réunissant quelques familles, sont toutefois très populaires ; un conteur y est souvent à l'honneur. Après la Déportation, les Acadiens deviennent minoritaires et sont séparés dans les trois Provinces maritimes. Leur foi catholique contribue toutefois à la création de plusieurs organismes. Un système scolaire commence à prendre forme vers le milieu du  XIXe siècle.

### Théâtre collégial

#### Collège Saint-Joseph

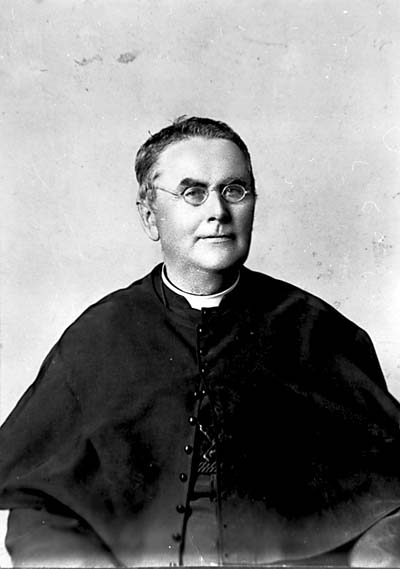
Camille Lefebvre, fondateur du Collège Saint-Joseph et de l'Académie Saint-Jean-Baptiste.

Les collèges jouent une place importante dans le développement du théâtre, surtout le Collège Saint-Joseph de Memramcook. Quelques séances ont lieu dès sa fondation en 1864 mais c'est le 11 octobre 1866 que le supérieur, Camille Lefebvre, fonde l'Académie Saint-Jean-Baptiste, la première société théâtrale en Acadie. Camille Lefebvre s'inspire d'académies semblables dans les collèges québécois qu'il a fréquentés, de même que de son expérience en tant que « liseux », ou conteur.
L'académie est présidée par un étudiant et dirigée par un professeur, qui fait aussi office de metteur en scène, tandis que le choix des textes doit être approuvé par la direction du collège ; le premier président est François-Xavier Cormier et le premier directeur est G. Demers. Camille Lefebvre est lui-même président de 1867 à 1872, année ou les règles de l'académie sont fixées ; une nouvelle constitution est toutefois votée en 1894, créant entre autres des comités. Un autre président notoire est A.D. Cormier, à partir de 1878. Le but de l'académie est de former les étudiants à l'élocution et à l'art oratoire ainsi que de favoriser l'étude des lettres. Des séances sont présentées chaque mois devant les autres étudiants, et parfois devant public.
Selon Pascal Poirier, l'académie joue « du vrai théâtre, avec de vraies pièces », notamment de Molière ; certaines sont toutefois raccourcies. Les mélodrames et les « tragédies homicides » sont les genres les plus appréciés de la direction. Faisant souvent face à une pénurie de textes, les professeurs et parfois les étudiants écrivent de temps à autre leurs propres pièces.
Les séances publiques sont très populaires, attirant parfois plus de mille personnes dans une salle mal aérée. Les séances débutent en général vers 6 h 30 et peuvent durer jusqu'à six heures de temps, la partie théâtrale n'occupant qu'une partie de la soirée, le reste étant consacré à du chant, de la musique, des discours, des déclamations, etc.  Un tableau vivant est souvent fait à la fin d'une représentation pour mettre en valeur les costumes et le décor. Les étudiants fabriquent ce dont ils ont besoin mais les costumes sont parfois achetés à Montréal. Des pièces en anglais et en français sont présentées. Les représentations deviennent plus courtes au fil des ans, et de plus en plus homogènes en termes de langue utilisée ; les étudiants irlandais anglophones du collège fondent d'ailleurs la Société littéraire et dramatique Saint-Patrick en 1874. Le collège étant exclusivement masculin, les rôles féminins sont souvent joués par des garçons — cas rares, le travestissement étant mal vu —, « masculinisés » ou carrément supprimés. Cette pratique est alors courante dans la francophonie mais des étudiantes du Collège Notre-Dame d'Acadie sont admises à partir des années 1950 pour jouer les rôles féminins.

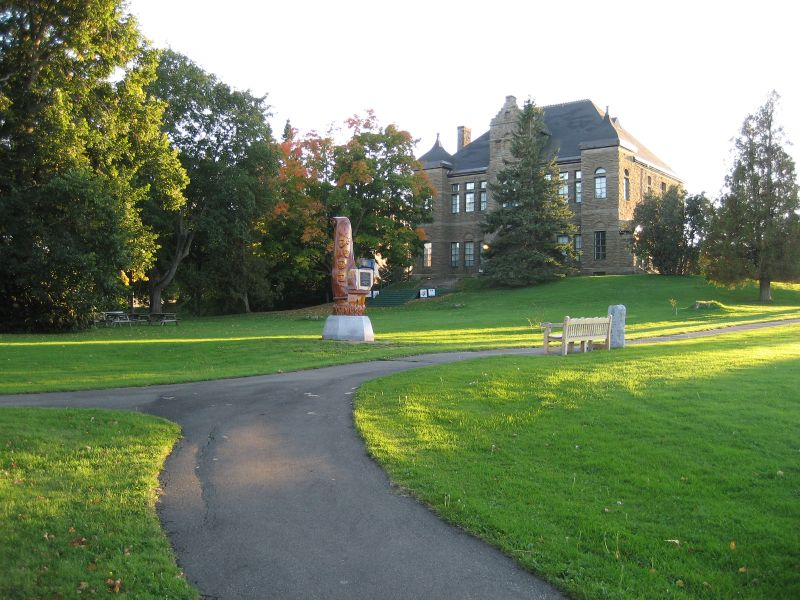
Le Monument Lefebvre, la première véritable salle de théâtre acadienne.

La construction d'une nouvelle salle est décidée après la mort du père Lefebvre ; le Monument Lefebvre est inauguré en 1897. La première grande représentation, celle de la production originale Les Piastres rouges, a lieu le 18 mars 1898 ; cette pièce restera populaire durant des décennies. De nombreux autres événements culturels ont lieu au Monument Lefebvre et le théâtre est souvent une préoccupation secondaire comparativement aux exercices de déclamation, ce qui pousse à la fondation de la Société bilingue en 1900. L'Académie est ensuite séparée en trois sociétés : le Cercle Stella Maris pour la philosophie et la rhétorique, le Cercle Lefebvre— conservant le nom Saint-Jean-Baptiste pour les initiés — et le Cercle Saint-Joseph pour les plus jeunes. L'activité théâtrale continue mais au moyen de « grands drames pathétiques et larmoyants et des comédies légères », selon Jean-Claude Marcus ; c'est l'époque du vaudeville, des opérettes et des opéras-bouffes.
Le Malade imaginaire de Molière, mis en scène par le père Leduc en 1941, redonne ses lettres de noblesse au théâtre collégial. Le préfet des études, le père Clément Cormier, propose ensuite de créer un véritable programme d'art dramatique ; en fait, seuls quelques cours seront dispensés. Les principales pièces présentées par la suite sont Les Fourberies de Scapin en 1946  ainsi que La Malédiction, La Passion et Le Pauvre sous l'escalier en 1949. Aucune pièce n'est présentée en 1951 mais un cercle d'art dramatique est fondé et présente Noël sur la place de Henri Ghéon en décembre puis Le Bourgeois gentilhomme en 1952. Le père Maurice Chamard reprend la mise en scène du Bourgeois gentilhomme en 1953, qui lui vaudra le premier prix au festival provincial de théâtre à Fredericton et une deuxième place à un festival de Victoria. Il récidive en 1954 à Fredericton avec Les Fourberies de Scapin et en 1956 à Newcastle avec L'Avare. Outre ces pièces de Molière, le cercle produit aussi Knock ou le Triomphe de la médecine, de Jules Romains.
Le père Jean-Guy Gagnon prend la relève en 1960 avec sa troupe La Cordée de la rampe. Elle n'existe que quelques années mais présente La Cloche d'argent de Paul de Néha, L'Échelle de Saint-Joseph de René William, Le Comédien aux champs de Léon Chancerel, La Jalousie du barbouillé de Molière, La Farce du pendu de Henri Ghéon, Zone de Marcel Dubé et Notre ville de Thornton Wilder.
L'Université de Moncton est fondée en 1963, le Collège Saint-Joseph y est affilié puis ferme ses portes en 1972. L'activité théâtrale se déplace à Moncton dès 1966, où Luiz Saraïva donne quelques cours d'art dramatique et présente quelques pièces de théâtre au public.

#### Collège Saint-Louis
Le Collège Saint-Louis, de Saint-Louis-de-Kent, ouvre ses portes en 1874 et présente quelques séances, auxquelles le public est admis. Le collège est fréquenté par des Acadiens francophones et quelques Irlandais anglophones. Des séances sont organisées dans les deux langues et les rôles sont distribués sans égards à la langue maternelle des étudiants, qui de toute manière maîtrisent ces langues. Toutefois, à la suite de la séance du 5 juillet 1882, l'évêque James Rogers (en) se plaint devant l'audience que le collège est trop français (« too frenchy ») et que cela porte préjudice aux étudiants anglophones ; il fait fermer l'établissement peu après.

#### Collège Sainte-Anne

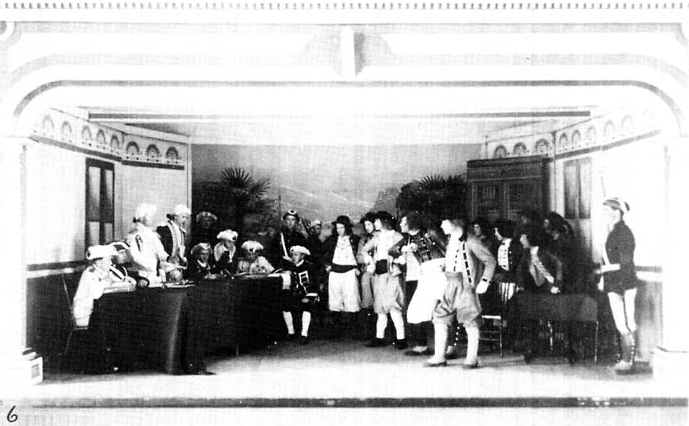
Deuxième tableau du Drame du peuple acadien : « Les Acadiens devant le conseil anglais ».

Le Collège Sainte-Anne est fondé en 1890 à Pointe-de-l'Église. La Saint-Patrick Litterary Society y est fondée en 1892 et la Société littéraire Saint-Joseph en 1893. La première pièce, présentée en 1893, est La Malédiction d'un père, qui avait été créée au Collège Saint-Joseph en 1888. Le père Alexandre Braud, professeur de rhétorique, présente en 1898 Les Derniers martyrs du Colisée, un drame en trois actes et en vers. Subercase, un drame historique en trois actes et en vers présenté en 1902 est un autre de ses succès. Mettant en scène Daniel d'Auger de Subercase, le dernier gouverneur de l'Acadie, cette pièce veut raviver le patriotisme ; le héros s'y écrie « Vive la France! l'Acadie et l'Église! ». Désirant raviver l'intérêt des jeunes pour l'histoire, Jean-Baptiste Jégo présente en 1930 Le Drame du peuple acadien, une série de dix scènes sur l'histoire de l'Acadie. La pièce est un succès, est présentée à trois reprises et est primée par l'Académie française. Émile Lauvrière tente même de convaincre le père Jégo de filmer la pièce. Jégo avait aussi produit La Passion de notre seigneur en 1928 et Joseph en 1929. Dans plusieurs de ses pièces, il dépasse le thème nationaliste en mettant l'accent sur la lutte pour la liberté de l'enseignement.

#### Collège Sacré-Cœur

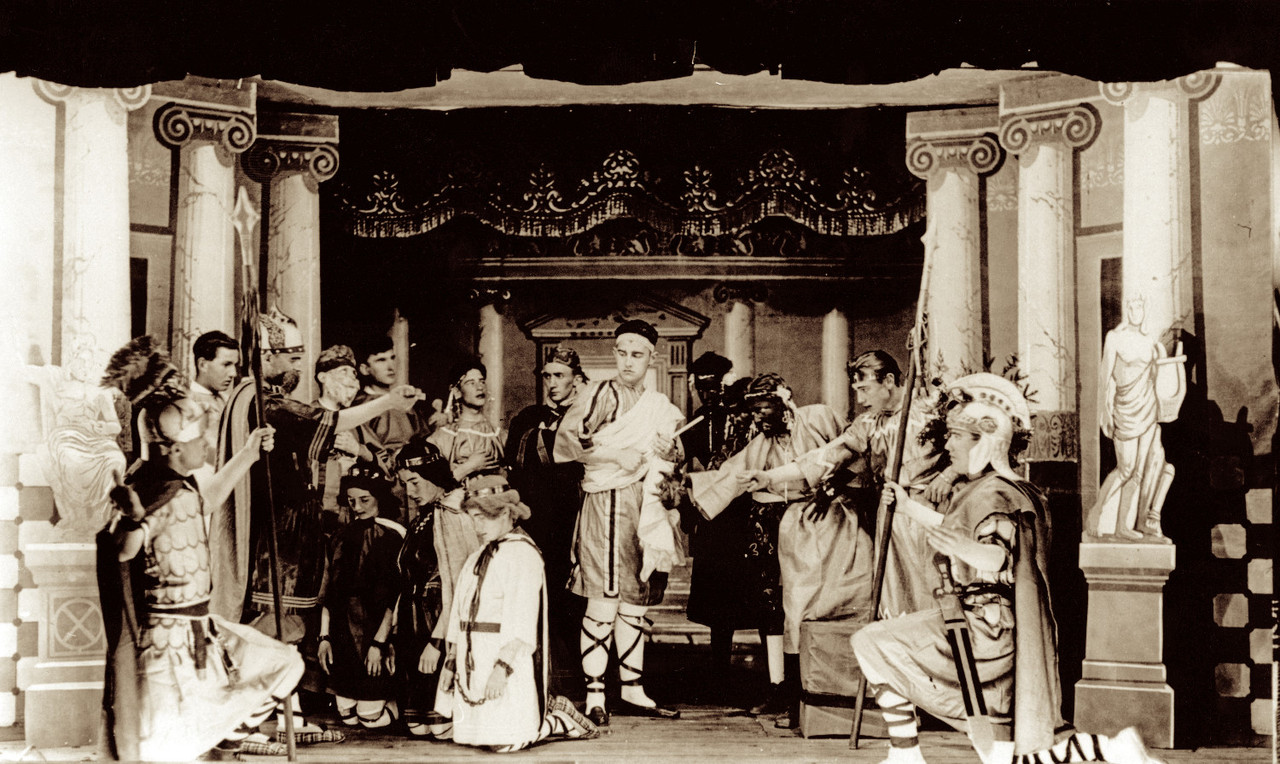
Les Chrétiens aux lions, une pièce du Père Joseph Thomas présentée au Collège Sacré-Cœur en 1930.

Le Collège Sacré-Cœur ouvre ses portes à Caraquet en 1899 et la première séance a lieu peu après : une opérette en anglais suivie d'un vaudeville d'Anthony Mars, Le Docteur Oscar. La pièce Monsieur Gavroche, du même auteur, connaît du succès en 1900. Les autres pièces marquantes sont le drame en vers Vercingétorix (1906), des pères Bizeul et Jourand, ainsi que La Passion (1909), une série de tableaux vivants ; les deux sont reprises.
Le collège est détruit dans un incendie en 1914 et est reconstruit à Bathurst en 1921. Simon Larouche et surtout Joseph Thomas dirigent la troupe de théâtre, qui présente de trois à quatre pièces annuellement au cours des années 1930. Une véritable salle de spectacle est aménagée en 1941 mais n'attire pas beaucoup de spectateurs, les gens de Bathurst étant réfractaires aux représentations en français, selon Marcel Tremblay.  Ligori Roy et Georges-André Gaudet sont responsables de la troupe durant la décennie suivante ; le père Gaudet utilise des jeux de lumière et des décors stylisés et monte des pièces de Léon Chacerel et de Brochet. En 1949, le collège organise un pageant de Maurice Lacasse Morenoff et de Laurent Tremblay, réputés à travers le pays pour ce type d'événements. Comptant 200 figurants, l'événement retrace l'histoire du collège. Gérard Dugas, suivi de Michel Savard, dirigent la troupe jusqu'à l'incendie de la salle en 1961. Maurice Blanc emboîte le pas jusqu'en 1974, donne le nom de Théâtre du Collège de Bathurst (TCB) à la troupe et organise des tournées. Le TCB gagne plusieurs prix avec ses mises en scène des œuvres de Molière, Pierre-Augustin Caron de Beaumarchais, Eugène Labiche, Carlo Goldoni et Federico García Lorca.

#### Couvents

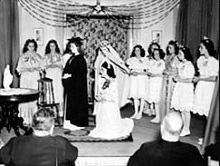
Une séance donnée par des étudiantes du Collège Notre-Dame d'Acadie en 1947 à Bouctouche.

Les religieuses enseignent les arts et des centaines de séances sont organisées par les couvents dès 1872. Elles sont comparables à ce qu'il se fait dans les collèges et elles sont généralement annoncées dans les journaux mais restent relativement privées. Ces séances intéressent tout de même de nombreuses filles aux arts et certaines d'entre elles fondent plus tard des cercles littéraires et dramatiques, des sociétés de débats et d'autres organismes culturels francophones.

### Théâtre paroissial
À partir des années 1870, le théâtre devient très populaire au niveau paroissial. En pleine renaissance acadienne, alors que l'Acadie connait de nombreux changements socio-économiques, le conteur perd de l'importance mais les gens font plus d'activités hors de la maison. Le théâtre acadien peut pourtant être considéré comme une simple extension des veillées. À noter qu'à cette époque, les gens évitent d'utiliser le terme théâtre et lui préfèrent séance, soirée récréative, concert ou soirée d'amateurs. Il semble que cet usage soit dû à la nature même des représentations, qui incluent souvent du chant et de la musique et ne correspond pas nécessairement à une définition stricte du théâtre mais surtout pour éviter de confondre ces représentations avec le cinéma — aussi appelé théâtre à ses débuts —, réprouvé par le clergé. Le théâtre lui-même a souvent été critiqué par le clergé au Québec. 

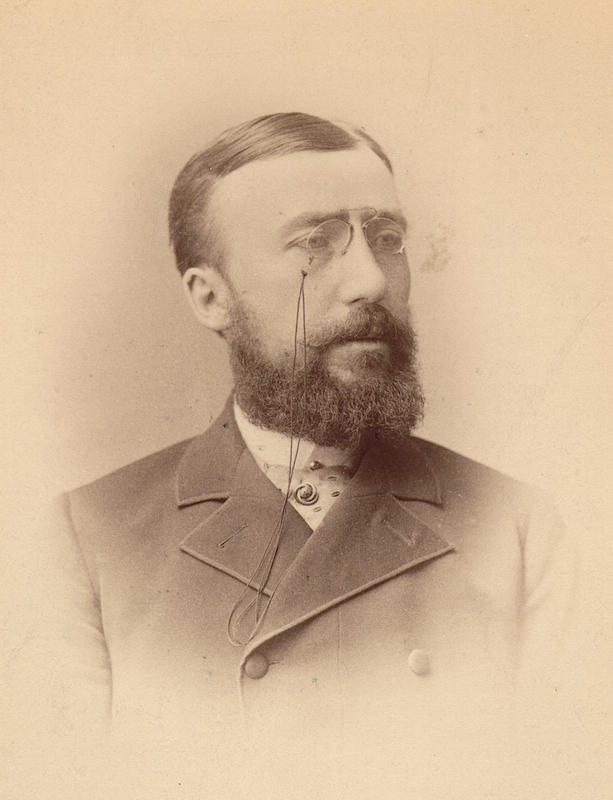
Des nationalistes comme Pascal Poirier s'impliquent dans la production de séances paroissiales.

Le clergé s'implique pourtant activement dans la promotion et souvent la préparation ; le théâtre est plus apprécié par les prêtres que les danses et, de toute manière, permet souvent la collecte de fonds. Dans ce cas, c'est souvent une journée complète d'activités qui est organisée, culminant par une pièce comique.
Un discours patriotique est parfois prononcé à la suite de la séance, et cette dernière peut inclure des chants patriotiques. L'influence de l'éducation à l'art oratoire dans les collèges acadiens n'est par ailleurs pas étrangère au succès des séances. Contrairement à la situation au Québec, le mouvement nationaliste a une influence considérable sur le théâtre. Les pièces ne sont pas toujours politiques mais sont une occasion d'utiliser le français en public et contribuent à la vitalité de cette langue et de la culture acadienne. De nombreux organismes ayant comme objectif d'organiser des séances et des débats sont fondés à la suite d'une résolution de la Convention nationale acadienne de 1881, tenue à Memramcook. En fait, à partir de cette année, la fête nationale de l'Acadie est souvent célébrée au théâtre. Après la fondation de la Société mutuelle de l'Assomption —  l'actuelle Assomption Vie — en 1903 à Waltham, au Massachusetts, de nombreuses succursales sont ouvertes dans différentes localités acadiennes, favorisant la promotion de la langue française, notamment en produisant des séances.
Malgré l'intérêt pour le théâtre collégial qui se développe à la même époque, seuls deux auteurs écrivent pour la scène : Pascal Poirier, avec son drame romantique Les Acadiens à Philadelphie, et James Branch, avec plusieurs pièces dont L'émigrant acadien. La dramaturgie prend en fait plus de temps à se développer en Acadie que d'autres formes d'écriture.
Le nombre de représentations devient moins important à partir des années 1940, au moment même ou le mouvement nationaliste s’essouffle. N'étant plus le véhicule de la politique d'identité nationale et de promotion de la langue française, le théâtre est supplanté par d'autres loisirs comme les bingos, les sports, le cinéma et la télévision.

### Années 1950 et 1960: premières troupes indépendantes
La première véritable compagnie de théâtre, la Troupe Notre-Dame de Grâce de Moncton, est fondée par Laurie Henri en 1956. Spécialisée dans le théâtre religieux, la troupe n'est pas aussi importante que l'est son fondateur, qui a une influence considérable sur toute une génération d'artistes et d'artisans.
Le Théâtre de la Virgule est fondé en 1957 par des employés de la Société Radio-Canada. Sa seule pièce, Les Folies amoureuses du Français Jean-François Regnard, est la première pièce indépendante de langue française à être candidate au concours provincial d'art dramatique. Elle est rejetée, le juge ne comprenant pas le français, ce qui inspirera un plaidoyer pour le bilinguisme à l'éditorialiste de L'Évangéline, Émery Leblanc. Les premières troupes acadiennes disparaissent ainsi souvent dès un premier échec financier ou esthétique.
L'année 1957 n'en est pourtant pas une de déception pour le théâtre acadien, le Collège Notre-Dame d'Acadie présentant la pièce Poire-Acre d'Antonine Maillet au même concours ; elle remporte le prix de la meilleure pièce canadienne l'année suivante. Antonine Maillet s'était distinguée au concours canadien l'année précédente avec sa pièce Entre'acte. Cécile Maillet, responsable de la mise en scène de la plupart des pièces du collège, remporte un prix du Conseil des Arts du Canada au Festival Théâtre Canada en 1960. La troupe La Cordée de la rampe présente des pièces françaises, quelques québécoises et aucune acadienne entre 1960 et 1965 ; son répertoire est toutefois plus éclectique.

### Antonine Maillet et les Feux chalins
L'année 1968 est considérée comme le réel début du théâtre acadien avec la publication de la pièce Les Crasseux d'Antonine Maillet. Cette comédie dramatique préfigure La Sagouine par ses personnages et son langage ; la Sagouine figure en fait parmi les personnages de la pièce.
Sous le signe de l'affranchissement de l'influence de l'Église et des collèges, cette année est aussi marquée par la fondation de deux troupes, les Feux chalins et le Théâtre amateur de Moncton (TAM) ; cette dernière est l'héritière de celle fondée par Laurie Henri en 1956. Ces deux troupes sont semi-professionnelles. En 1971, les Feux chalins mettent en scène La Sagouine d'Antonine Maillet, avec Viola Léger dans le rôle principal. La Sagouine est une pièce sur la survivance, militante sans quelle n'y paraît, écrite dans un français acadien ostracisé, où l'héroïne éponyme témoigne non seulement de l'Acadie mais de tous les opprimés. La Sagouine connait un énorme succès après sa présentation au Théâtre du Rideau Vert de Montréal en 1972, donnant une réputation internationale à son auteure. C'est d'ailleurs ce théâtre qui produit ses pièces suivantes. Les Feux chalins mettent à nouveau en scène l'œuvre d'Antonine Maillet en 1974.
Les Feux chalins organisent aussi des ateliers pour les jeunes, en plus de produire le spectacle de marionnettes Pépère Goguen et les ratons laveurs, de Jean Perronet, qui connait un grand succès et paraît au Festival international des marionnettes de Prague en 1974. En cette année, la troupe produit Tête d'eau, écrite et mise en scène par Laval Goupil, un jeune artiste jouant aussi le rôle principal. En 1975, elle donne sa chance à Jules Boudreau et sa deuxième pièce, La Bringue. Ce dernier avait créé la troupe Les Élouèzes dans son village natal de Maisonnette, près de Caraquet, lui permettant de monter ses premières pièces. Les Feux chalins mettent l'accent sur les artistes et artisans locaux mais produisent aussi des pièces d'autres troupes, dont les Élouèzes.

### Professionnalisation

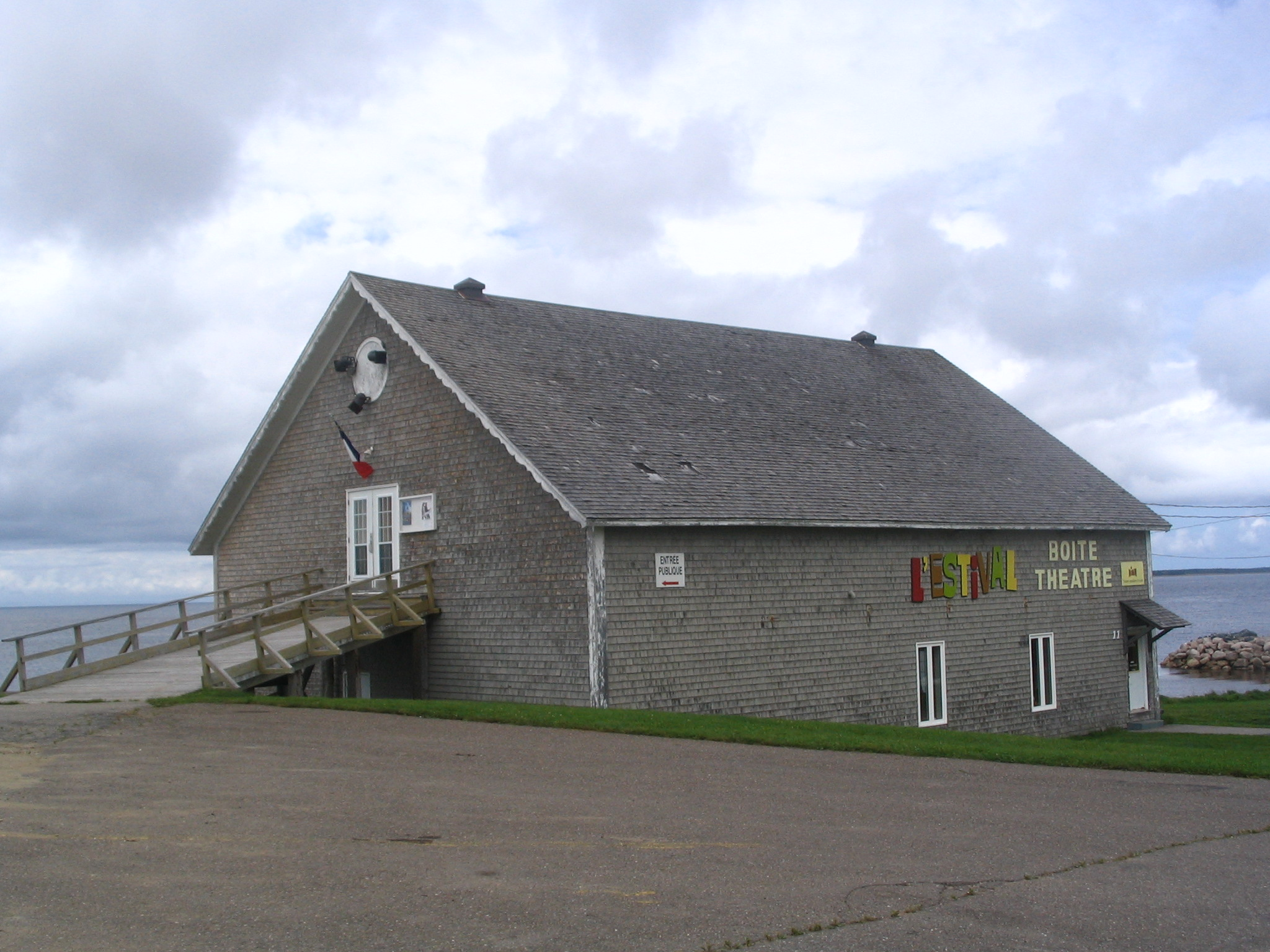
La Boîte-Théâtre, utilisée durant l'été depuis 1974 par le Théâtre populaire d'Acadie.

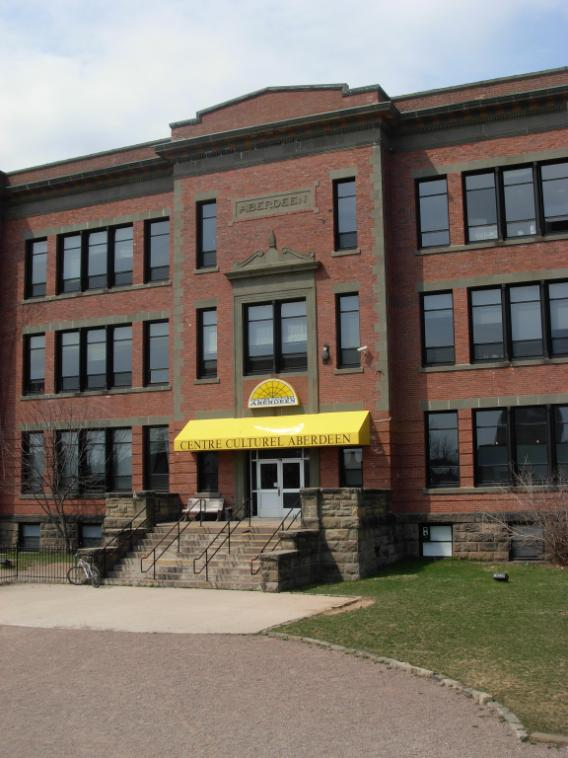
Le Centre culturel Aberdeen, abritant le théâtre l'Escaouette de 1992 à 2004.

Des cours d'arts dramatiques sont offerts à l'Université de Moncton dès 1966. Le père Maurice Chamard, désirant préserver la tradition théâtrale du collège Saint-Joseph de Memramcook, crée un programme complet de baccalauréat ainsi qu'un département d'art dramatique en 1974, auxquels contribuent des artistes et des artisans comme Eugène Gallant, Claire Ifrane, Jean-Claude Marcus, Manuel Pereira er Luiz Saraïva. L'apport du département au théâtre acadien est indéniable mais est menacé plusieurs fois de compressions budgétaire alors que le « Rapport Bleu », ou « Rapport Ross », aurait transformé le baccalauréat en une mineure si ses recommandations avaient été appliquées.
Le Théâtre populaire d'Acadie (TPA) de Caraquet est issu en 1974 du Théâtre des Élouèzes de Jules Boudreau et des Productions de l'Étoile de Laval Goupil, Maurice Arsenault et Réjean Poirier, toutes deux fondées plus tôt dans l'année. Dans l'esprit de Jean Vilar, la troupe souhaite rendre accessibles des pièces professionnelles au plus grand nombre de localités possible. En fait, son conseil d'administration est composé de personnes originaires de différentes régions acadiennes. La troupe forme la pierre angulaire du théâtre acadien avec le département d'arts dramatiques de l'Université de Moncton. Le TPA loge tout d'abord dans la Boîte-Théâtre, un ancien entrepôt rénové pour l'occasion. Il s'installe ensuite au Vieux couvent mais la Boîte-Théâtre est toujours utilisée de nos jours pour les pièces estivales.
Les Feux chalins, dans un geste qualifié de « vandalisme culturel » par Paul-Émile Richard, mettent fin à leurs activités en 1976, donnant le champ libre au TAM. La troupe touche tous les registres du spectacle de variété, autant pour un public scolaire qu'adulte. En 1975, elle fait déjà connaître Hugette Légaré avec sa pièce Les Tombes de Madame Mélanie, mise en scène par Laval Goupil, ainsi que Roger Leblanc avec Kouchibou quoi?, un spectacle pour enfants. En 1976, la troupe introduit la néo-écossaise Germaine Comeau et sa pièce Les Pêcheurs déportés. Le TAM connait des moments forts en 1977 avec la présentation de Les Crasseux d'Antonine Maillet, mise en scène par Jean-Claude Marcus au Monument Lefebvre de Memramcook. La troupe produit ses dernières pièces en 1983, sous le nom de Théâtre Laurie-Henri. Les Feux chalins et le TAM ont suscité de l'intérêt pour une activité théâtrale dans le Sud-Est du Nouveau-Brunswick qui ne soit pas liée aux institutions d'enseignement, en plus d'avoir ouvert la voie aux premières troupes professionnelles.
Le Théâtre l'Escaouette est issu du Théâtre amateur de Moncton en 1977 ou 1978 selon les sources et constitué principalement par des diplômés en arts dramatiques de l'Université de Moncton,,. La troupe, à l'origine une coopérative, est nommée selon une danse acadienne de la Chandeleur. Les directeurs artistiques sont successivement Roger Leblanc de 1978 à 1984, Eugène Gallant jusqu'en 1987, Katherine Kilfoil jusqu'en 1989 et Maurice Arsenault de 1989 à 1995. La troupe se concentre au départ sur le théâtre jeunesse, auquel ne s'est pas encore intéressé le TPA. Ti-Jean, une série de contes  de Melvin Gallant inspirés du folklore acadien, y est adaptée en 1978 par Laval Goupil. Entre 1978 et 1989, la troupe produit 23 pièces de douze auteurs mais seul Herménégilde Chiasson y produit une véritable œuvre, comptant neuf titres. Il signe les deux premiers classiques du théâtre jeunesse, Mine de rien (1980) et Atarelle et les Pacmaniens (1983). Il est aussi l'auteur de deux pièces historiques, Histoire en histoire (1980) sur la vie de Nicolas Denys et Renaissances (1984) sur les grands moments du dernier siècle, à l'occasion du centième anniversaire du drapeau de l'Acadie. Ces deux pièces forment une trilogie avec Les Sentiers de l'espoir (1983) de Gérald Leblanc, une pièce sur la vie de Joseph Guéguen, fondateur de Cocagne. Évangéline, mythe ou réalité (1982) d'Herménégilde Chiasson, est mis en scène par Roméo Savoie avec la musique de Denis Richard. Le spectacle fait l'objet de huit représentation à La Rochelle, en France.
Trois directeurs artistiques se succèdent au TPA au cours des années 1970 et 1980 : Réjean Poirier de 1974 à 1984, Dominique Lavallée de 1984 à 1987 et Andreï Zaharia de 1987 à 1993. Au cours de cette période, plus de soixante pièces de théâtre sont produites, plusieurs étant des créations originales. En 1975, le TPA présente une première pièce de Jules Boudreau, Louis Mailloux, un drame musical écrit en collaboration avec Calixte Duguay sur le thème de l'affaire Louis Mailloux. Cette pièce militante, issue du Jeune Théâtre, est tellement populaire qu'elle est rejouée en 1976, en 1978 et en 1981, toujours avec la mise en scène de Réjean Poirier. Elle est ensuite mise en scène par Andreï Zaharia en 1992 et publiée par les Éditions d'Acadie en 1994. Cette pièce demeure un incontournable mais, selon David Lonergan, appartient aux années 1970 tant par sa forme que par son discours. Jules Boudreau est l'auteur ou participe à six autres pièces du TPA, dont Cochu et le Soleil (1977), qui consiste en une version inventive de la déportation des Acadiens. Outre ces thèmes historiques, Jules Boudreau explore aussi des sujets contemporains d'un point de vue humoristique. En 1975, le TPA joue Le Djibou de Laval Goupil, repris en 1982 et en 1985 ainsi qu'au Grand Théâtre de Québec. L'une des premières pièces d'Herménégilde Chiasson, le drame social L'Amer à boire, y est à l'affiche en 1977. À noter que Jules Boudreau, Herménégilde Chiasson et Laval Goupil, qui sont les trois premiers grands dramaturges après Antonine Maillet, sont tous originaires de la Péninsule acadienne.
Le TPA met aussi en scène l'adaptation du roman La Mariecomo (1980) de Régis Brun, le théâtre pour enfants Rosine et Renixou (1983) de Roseline Blanchard et René Cormier, l'adaptation de Zélica à Cochon Vert (1986) de Laurier Melanson, Le Pont rouge de Marcel Thériault, ainsi que Ernest et Étienne ou les bessons un peu plus loin (1988), de Bernard Dugas, Bertrand Dugas et Richard Thériault, une nouvelle version des Besons de Jules Boudreau. La pièce québécoise Le Tourniquet est adaptée par Laval Goupil sous le titre Le-Rouv'cane et présentée par le TPA en 1988. D'autres pièces québécoises sont adaptées par le TPA, dont Le Rêve de Monsieur Milpiasse (1981) de Claude Saint-Germain, 12 juillet '55 (1986) de Rachel Lepage, Des yeux au bout des doigts de Louise Painchaud mise en scène par Brigitte Haentjens en 1986 et Le Matin de Francis, mise en scène par son auteur Louis-Dominique Lavigne en 1990.
Les pièces du TPA et de L'Escaouette font l'objet d'une couverture de presse plus importante et sont plus populaires que la littérature acadienne. Les deux troupes ont toutefois des difficultés à se procurer des textes acadiens de qualité. En fait, entre 1978 et 1984, 60 % des pièces du TPA sont issues du répertoire et seules les pièces de Jules Boudreau et Laval Goupil sont réellement comparables. Les deux compagnies ont également des difficultés à obtenir un deuxième texte d'un dramaturge acadien, même si de nombreux auteurs s'intéressent au théâtre. C'est en partie pourquoi le TPA s'oriente vers le répertoire et que le Théâtre l'Escaouette fait surtout appel à Herménégilde Chiasson.
D'autres dramaturges marquent l'histoire du théâtre acadien, tels que Raymond Leblanc, avec  As-tu vu ma balloune (1979) et Fonds de culottes (1981) ; Clarence Comeau avec Au pays des côtes (1978) et Premières neiges d'automne ; Gérald Leblanc, Les Sentiers de l'espoir (1983) et Marcel Thériault, J'avais dix ans (1983).
L'association Théâtre-Acadie est mise sur pied en 1981 dans le but de regrouper les gens du théâtre, de favoriser la formation et la communication ainsi que de récolter, conserver et diffuser l'information. La plus grande réalisation de l'association est un festival annuel alliant stages de formation et représentations mais le manque de fonds et d'employés permanent force toutefois la fin de l'organisme en 1988, malgré cinq éditions de son festival.
Antonine Maillet continue son travail au théâtre, faisant paraître Gapi et Sullivan en 1973, Évangéline Deusse en 1975, La Veuve enragée en 1977, La Contrebandière en 1981, La Joyeuse criée en 1982, Garrochés en paradis en 1986 et Margot la folle en 1987. La Contrebandière et Margot la folle s'inscrivent dans le cycle de l'Île-aux-Puces, l’élément principal de son répertoire.
Viola Léger fonde sa propre troupe, la Compagnie Viola-Léger, en 1986. La pièce Harold et Maude, adaptation du film américain de Colin Higgins, est vue par dix mille personnes en 1987. La Sagouine y est mise en scène par Yvette Brind'Amour la même année, de même que Le Nez de Robert Bellefeuille et Isabelle Cauchy d'après un conte du Russe Nicolas Gogol. En 1988, c'est la mise en scène d'Éloize et Étoile par François Barbeau avec comme comédiennes Viola Léger et Angèle Arsenault. En 1989, la troupe produit une nouvelle version de La Joyeuse criée d'Antonine Maillet, mise en scène par François Barbeau avec Viola Léger et Johnny Comeau. Elle produit également un spectacle mis en scène par Marcel Thériault constitué des comédies Adaptations d'Élaine Lemay et Next de Terrence McNally.

### Renaissance du théâtre amateur

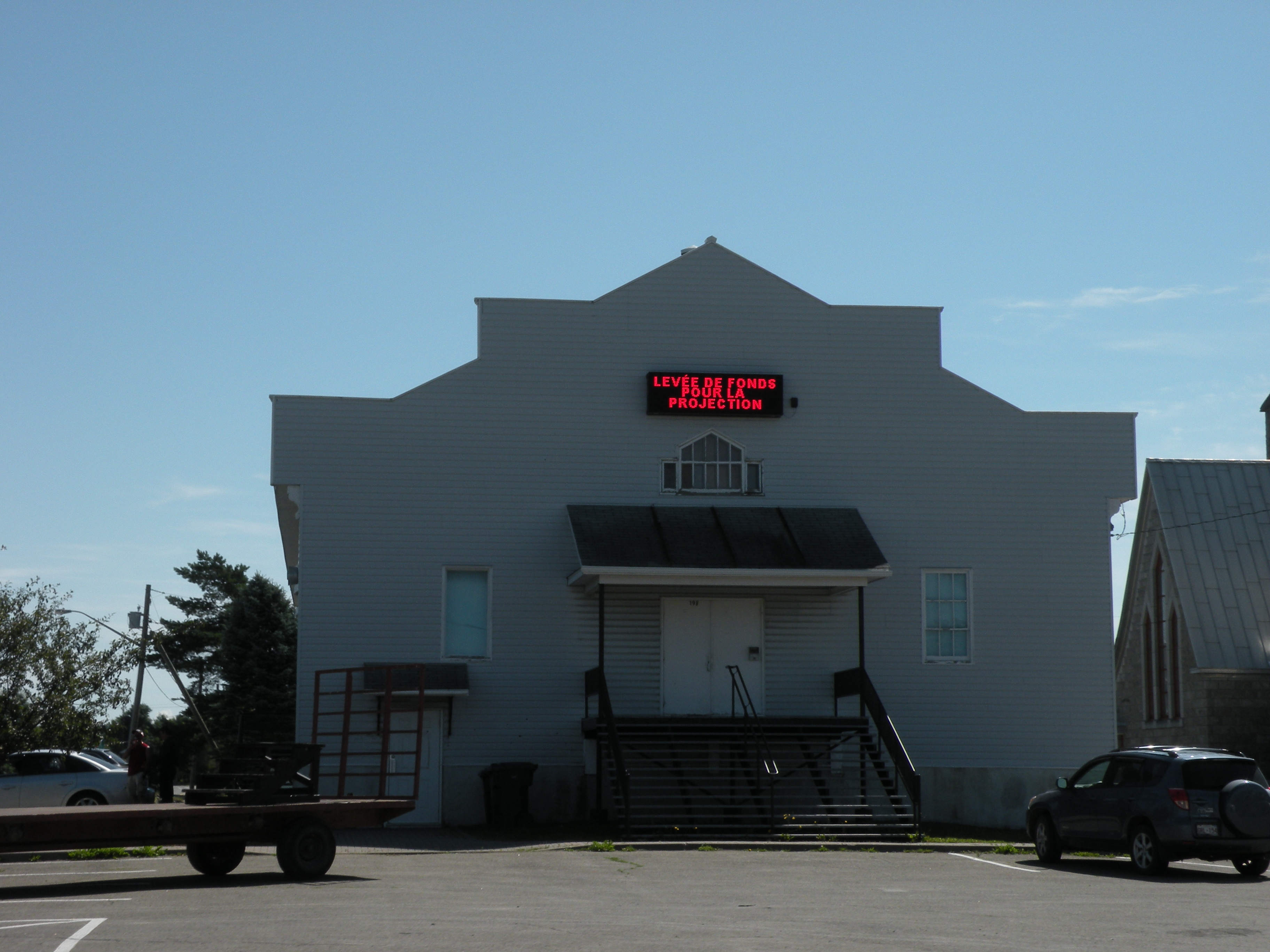
Le Théâtre Montcalm de Saint-Quentin.

Le théâtre amateur et communautaire — ou paroissial — renaît au milieu des années 1980, en général dans des endroits éloignés des théâtres, souvent au sein d'un organisme communautaire, toujours autour d'un animateur engagé. La Troupe 2 %, de Caraquet, crée un spectacle par année, inspirés à la fois par les revues, le burlesque, le vaudeville, les variétés, l'imitation et la synchronisation labiale (lip-synch) ; ses animateurs sont Jules Boudreau, Marie-Cécyle Albert et Linda Lanteigne.
À Mont-Carmel, dans la Région Évangéline de l'Île-du-Prince-Édouard, le souper-spectacle La Cuisine à Mémé est présentée depuis 1987, avec Marie-Anne Roussel dans le rôle d'une vieille femme accompagnée de musiciens et de comédiens. La troupe Le Soleil oublié, originaire de la même région, présente un spectacle ou deux par an. D'autres, comme le groupe Callaghan, Jeunes en marche de la région Évangéline et les Quenoeils de Westisle présentent des spectacles didactiques ou moralisateurs sur les problèmes vécus par des jeunes. À l'occasion, des communautés organisent des spectacles historiques ou des drames liturgiques dans la tradition médiévale. Raymond J. Arsenault et Paul D. Gallant sont souvent approchés pour la conception de ces spectacles. Ce dernier a ainsi conçu Port Lajoye en 1991. En Nouvelle-Écosse, le travail du Jules Chiasson à Chéticamp contribue à maintenir le théâtre communautaire. Les Araignées du Boui-Boui, fondées à Pointe-de-l'Église en 1971 par Jean-Douglas Comeau et dirigées depuis 1973 par Normand Godin, ont produit 17 spectacles en date de 1993, dont 14 ont été en tournée. La Farce de Pierre Pathelin et autres farces — une adaptation dans l'accent local de La Farce de Maître Pathelin — leur fait gagner le premier prix au Festival de théâtre amateur de la Nouvelle-Écosse en 1989, leur donnant un passeport pour le festival national à Victoria, en Colombie-Britannique, où ils remportent trois prix. La situation linguistique dans les communautés acadiennes de la Nouvelle-Écosse et de l'Île-du-Prince-Édouard rend de toute manière la production théâtrale plus difficile. Paul Gallant et surtout Claude Saint-Germain et Léonie Poirier se sont tournés vers le théâtre d'été. Pierre Guérin a publié des pièces, dont Opération Médusa (1974), qui n'ont pas été jouées.
La plupart des écoles secondaires présentent au moins une pièce par année. Certaines sont toutefois avantagées par la collaboration de professionnels, notamment Sylvio Allain à Bouctouche, Lise Cormier à Caraquet, Viola Léger à Dieppe et Shédiac ainsi qu'Adrice Richard, aussi à Dieppe.

### Crise du théâtre professionnel

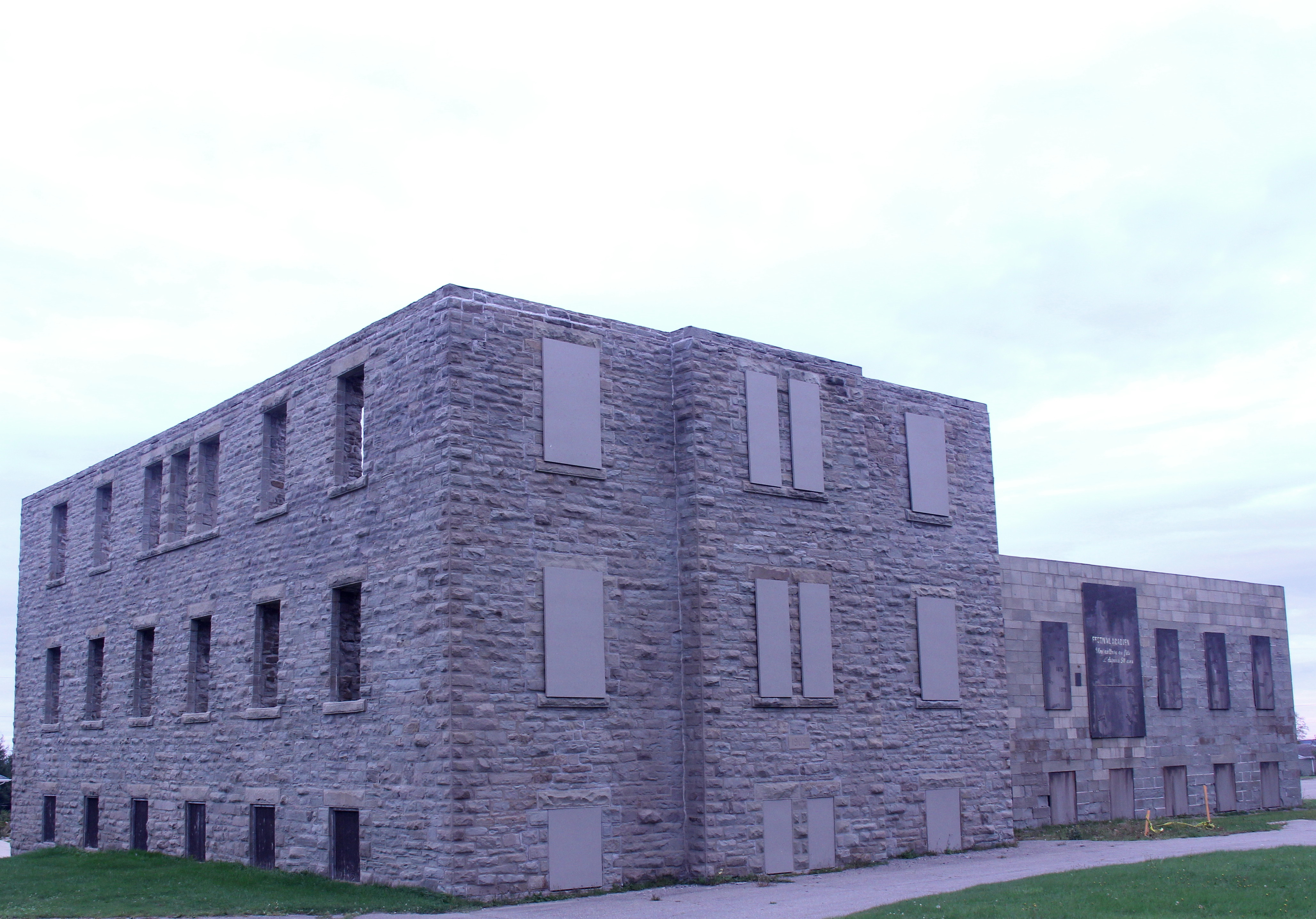
Les ruines du Vieux couvent.

En 1989, la Compagnie Viola-Léger suspend ses opérations alors que le Théâtre l'Escaouette se limite à une seule production et que le Théâtre populaire d'Acadie annule sa principale production, une pièce de Molière ; Martin Pître annonce qu'« un théâtre se meurt, nos compagnies ne jouent plus ». Des difficultés financières et une incapacité à se trouver une spécificité expliquent la disparition de la première troupe, malgré le succès qu'annonçait Harold et Maude, tandis que c'est le contexte économique difficile qui nuit aux deux autres.
En 1992, Jules Boudreau publie Mon théâtre : des techniques et des textes, regroupant trois de ses pièces et des conseils de mise en scène. Après Jules Boudreau, plusieurs autres pièces sont présentées par le TPA mais peu connaissent du succès. Le Vieux couvent est détruit dans un incendie en 1992, faisant perdre toutes les archives de la troupe. René Cormier est engagé comme directeur artistique en 1993 et il réoriente la production vers un répertoire plus accessible. La troupe a toujours de la difficulté à obtenir des textes acadiens de qualité alors que Jules Cormier et Bertrand Dugas écrivent leurs dernières pièces respectivement en 1991 et en 1999.
Le Théâtre l'Escaouette se tourne vers la production jeunesse et Herménégilde Chiasson signe neuf des treize pièces de la troupe. Avec Roger Leblanc, il crée le personnage de la princesse Mine de Rien, une « minoritaire » combattant le géant Anglobant dans deux pièces, Mine de Rien (1980) et L'Étoile de Mine de Rien (1982), des fables politiques. En 1982, il s'attaque au personnage d'Henry Longfellow dans Évangéline, mythe ou réalité. Sa meilleure pièce pour enfants est Atarelle et les Pacmaniens (1983), dans laquelle Atarelle, éloignée des héros traditionnels, explore le monde des jeux vidéo mais en vient à préférer le monde réel. La pièce est présentée ailleurs au Canada et Europe car elle fait l'objet d'un échange avec le Théâtre de la Guimbarde, originaire de Belgique. En 1990, Pierre, Hélène et Michaël explore le thème de l'exil et l'attrait de la culture anglophone. Le thème du suicide est au centre de la pièce Cap Enragé, en 1992. Il écrit aussi Le Manège des anges (1992). Le Théâtre l'Escaouette produit aussi Le Pêcheur ensorcelé (1979) de Marie Pauline, Le Gros Ti-Gars (1985), de Gracia Couturier, Mon cœur a mal aux dents (1991) de Christiane Saint-Pierre, Le Marchand de mémoire (1992) de Jean-Philippe Raîche et Pépère Goguen, gardien de phare (1996), un spectacle de marionnettes de Jean Péronnet.

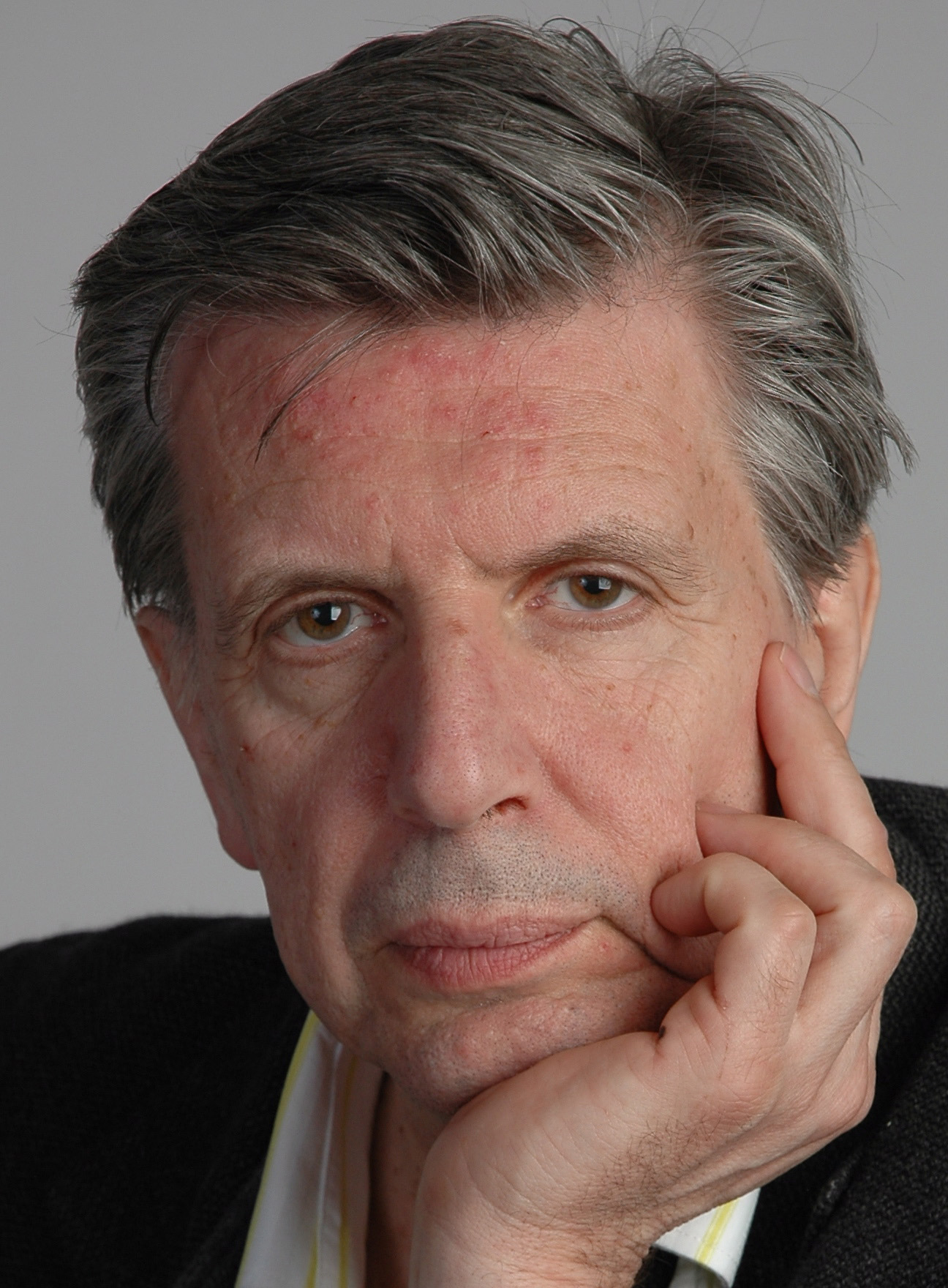
Herménégilde Chiasson

Le TPA produit lui aussi des pièces pour enfants à partir de la fin des années 1980, dont Le roi triste (1992) et La chaise perdue (1995), coécrite par Luc Leblanc et le Québécois Louis-Dominique Lavigne, ainsi que La Petite ombre, une œuvre collective, en 2004,.
Le Théâtre L'Escaouette produit tout de même quelques spectacles pour adultes au cours des années 1980, dont Pique-nique (1987), de Rino Morin Rossignol mais la plupart des pièces, produites en théâtre d'été, n'ont pas beaucoup de succès. C'est en 1993 que le théâtre adulte y devient une priorité et la troupe cesse même de produire des pièces pour enfants après Pépère Goguen, en 1996, afin de se concentrer sur les adolescents. Herménégilde Chiasson signe la plupart des pièces suivantes, notamment L'Exil d'Alexa (1993), La Vie est un rêve (1994) et Aliénor (1996), formant une trilogie dramatique sur les problèmes identitaires. L'auteur aborde le sujet d'un point de vue humoristique avec Pour une fois (1999). Laurie ou la vie de galerie (1997) se présente comme un intermède comique et satirique.
D'autres auteurs se démarquent. Gracia Couturier fait preuve d'une grande maîtrise du texte et du genre dramatique dans ses quatre pièces présentées au Théâtre de Saisons de Shippagan.
Les Productions Océan sont fondées en 1989 par des artistes ne trouvant pas de place à leur créativité dans les compagnies existantes ; leur seule production est la pièce Ed(d)ie d'Herménégilde Chiasson, l'un des rares exemples de théâtre dans le théâtre du répertoire acadien. Une autre compagnie, Les Productions Tréteau, est fondée à Caraquet en 1991 et pour la même raison ; la pièce pour une seule femme Bachelor, interprétée par Claire Normand et mise en scène par Daniel Castonguay, est aussi jouée à Moncton. La troupe organise par la suite plusieurs spectacles de cabaret dans le Nord-Est du Nouveau-Brunswick, sur les thèmes du mystère, de l'énigme et de l'insolite. Plusieurs autres troupes ont toutefois été fondées en guise de protestation dans les années précédentes, souvent pour la durée d'une seule production ; La Gang Asteur a mis en scène Tchissé qui mène icitte de Raymond Leblanc et Les Productions fait dodo ont produit Première neige d'automne de Clarence Comeau.
Antonine Maillet écrit plusieurs pièces inspirées de grands classiques, dont William S. (1991), La Nuit des rois de William Shakespeare (1993) et La Foire de la Saint-Barthélemy (1994). La Fontaine ou la comédie des animaux, en 1995, n'a toutefois pas le succès espéré. L'auteur fait aussi publier en 1996 le recueil des monologues du Pays de la Sagouine, L'Île-aux-Puces, qui perdent beaucoup de leur force lors du passage de l'oral à l'écrit, selon David Lonergan.

### Renouveau des années 2000

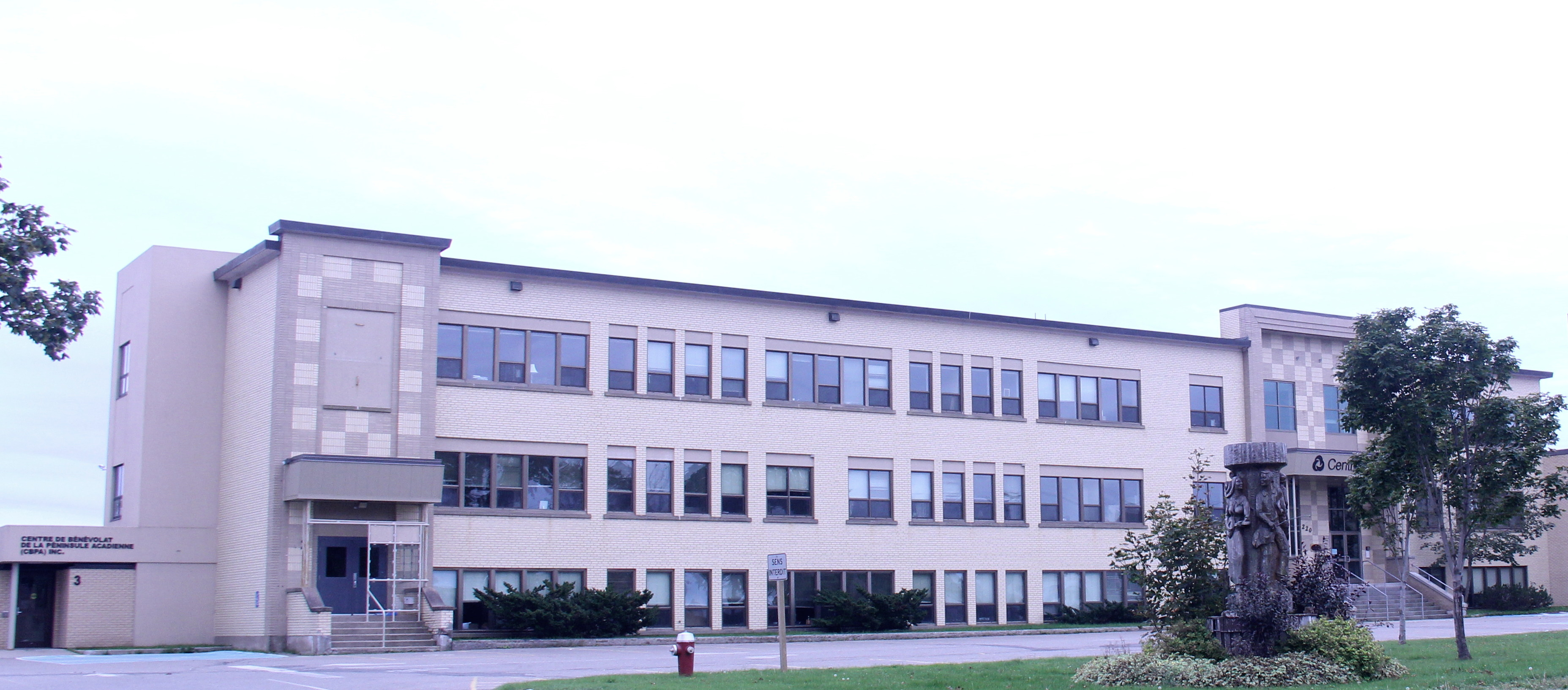
Le Centre culturel de Caraquet, abritant la principale salle de spectacle et les locaux du TPA.

Le collectif Moncton Sable est fondé en 1996 et sa méthode plus formelle que textuelle intéresse un public restreint mais fidèle. Cette philosophie permet à la troupe de pallier le manque de textes acadiens. Elle met en scène les textes de la romancière France Daigle : Sable (1997), Craie (1999) et Foin (2000), sur la relation entre la matière et l'être humain. D'autres pièces sont produites, dont Bric-à-Brac (2001) et Sans jamais parler du vent (2003). Trois pièces de Paul Bossé sont aussi montées, dont Pellicule (2009), alliant cinéma et théâtre, tant par ses thèmes que par la projection d'images.
Le théâtre de répertoire constitue la base des productions du TPA, avec notamment la production d'Évangéline Deusse en 1997 mais aussi de pièces québécoises dont Le temps d'une vie de Roland Lepage en 1984 et aussi de pièces étrangères, entre autres Les Chaises d'Eugène Ionesco en 1992, L'indifférent de Goldoni en 2000 et Trois farces de Tchekhov en 2010. Le manque de textes acadiens est toujours un problème au TPA.

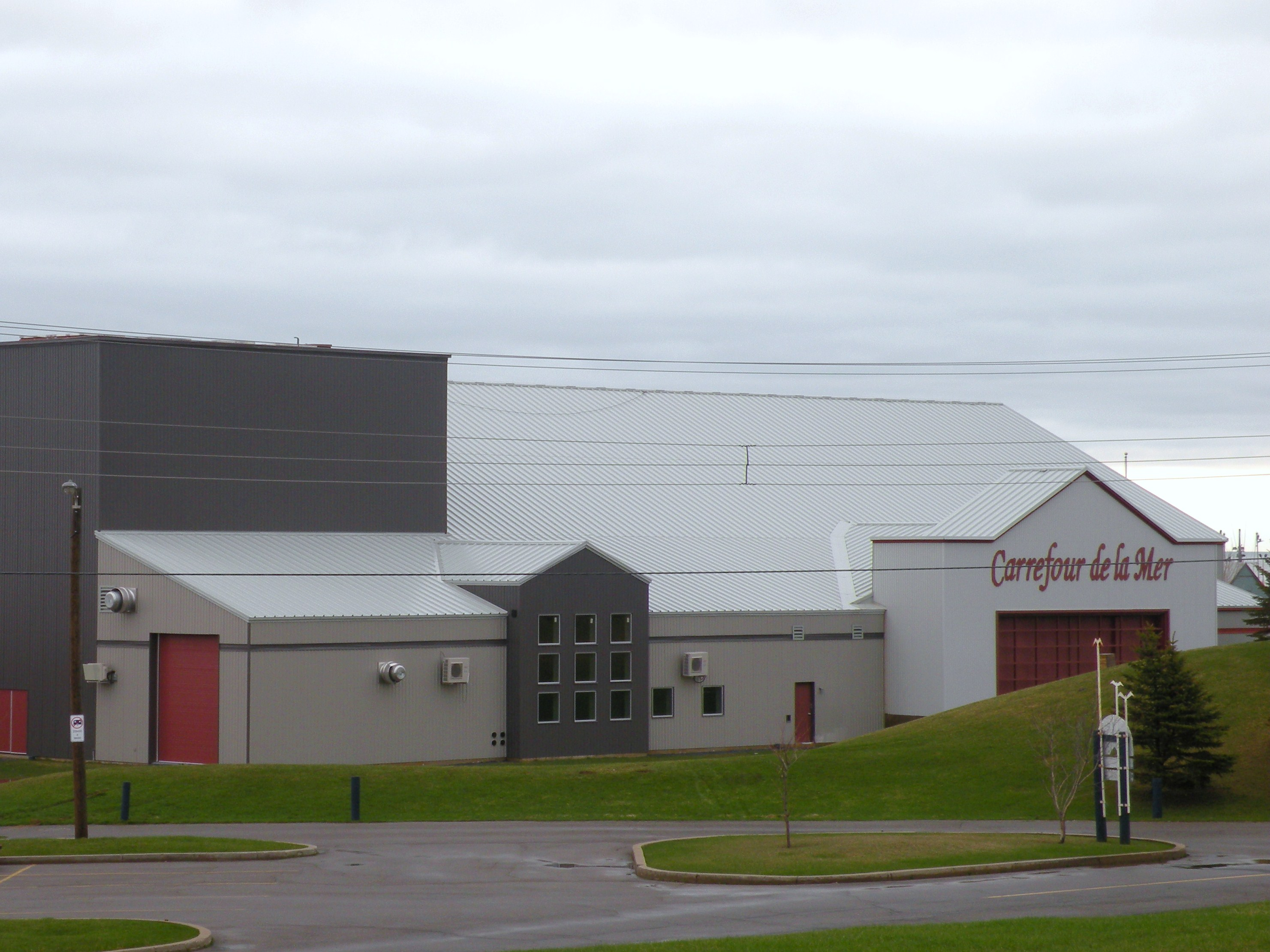
Le Carrefour de la Mer, à Caraquet, utilisé pour des productions à grand déploiement comme Louis Mailloux.

Une nouvelle génération de dramaturges redonne toutefois vie au TPA, dont Emma Haché avec Les Défricheurs d'eau en 2004 et Murmures en 2005. Elle s'était déjà distinguée au Théâtre Omnibus de Montréal avec L'intimé, ce qui lui valut le prix du Gouverneur général en 2004. Elle est en fait la dramaturge contemporaine la plus prolifique. Marcel-Romain Thériault est lui aussi à l'honneur, avec le drame social Le Filet en 2007 et la comédie romantique Disponible en librairie l'année suivante. Maurice Arsenault devient le nouveau directeur artistique du TPA en 2006. En 2008, une nouvelle salle de 280 places et des bureaux sont aménagées dans le centre culturel de Caraquet ; la troupe logeait dans divers bâtiments depuis 1992. La salle n'est toutefois pas encore rentable et la troupe loge donc d'autres compagnies. Elle continue ses tournées, un avantage car Caraquet a une population de moins de 5 000 habitants.
Durant les années 2000, Herménégilde Chiasson est toujours le principal dramaturge du Théâtre l'Escaouette. En 2002, il collabore avec le Québécois Louis-Dominique Lavigne pour Le cœur de la tempête, une pièce destinée aux adolescents. Il écrit aussi le drame Le Christ est apparu au Gun Club (2003), la comédie satirique La Grande séance (2004) et la comédie dramatique sociale Des nouvelles de Copenhague (2008).  Le Festival à haute voix permet à la troupe de recruter de nouveaux dramaturges, notamment Jean Babineau et Mélanie F. Léger. Cette dernière écrit Je… adieu en 2010 tandis qu'elle collabore avec l'auteur et comédien acadien André Roy pour Vie d’cheval en 2008. Jean Babineau a créé Tangentes en 2007.
D'autres compagnies de théâtre sont formées à partir des années 2000 par des diplômés de l'Université de Moncton. Le Théâtre Alacenne a mis en scène des pièces imaginatives de la codirectrice Mélanie F. Léger, dont Roger, Roger (2005). Les Productions l'Entrepôt développent un théâtre populiste avec Plus que parfait, de Robert Gauvin et André Roy (2010).

## Personnalités

### Dramaturges et metteurs en scène
La dramaturgie acadienne s'est améliorée depuis les années 1970, les auteurs étant probablement stimulés par les possibilités qu'offrent l'infrastructure actuelle.
L'œuvre d'Antonine Maillet (née à Bouctouche en 1929) est d'une importance capitale dans la culture acadienne, que ce soit pour la littérature — elle gagne le prix Goncourt en 1979 pour son roman Pélagie-la-charrette — ou le théâtre. Elle est en fait comparée à Gratien Gélinas ou Michel Tremblay pour le théâtre québécois. Elle a renouvelé la dramaturgie acadienne comme l'a fait le premier et a mis sur scène des personnages du peuple en les faisant parler comme le peuple, tel le second. Avec La Sagouine, elle réussit, selon Zénon Chiasson, à donner naissance à une dramaturgie nationale et supplanter trois siècles d'incertitudes.
Herménégilde Chiasson, né à Saint-Simon en 1946, est le dramaturge le plus prolifique après Antonine Maillet. Ses pièces, tantôt sérieuses, tantôt humoristiques, touchent trois thèmes : le fantastique, les mondes imaginaires et les merveilles dans Becquer Bobo (1976), Mine de Rien, L'Étoile de Mine de Rien (1982) — écrite en collaboration avec Roger LeBlanc — et Atarelle et les Pacmaniens ; l'histoire révisionniste dans Histoire en histoire (1980) et Renaissances (1984) ; la farce, l'humour, le burlesque dans Au plus fort la poche (1977), Cogne Fou (1981) et Y'a pas que des maringouins dans les campings (1986). Il a peu écrit pour les adolescents — un public probablement plus difficile à toucher avec le théâtre — mais a réussi avec Pierre, Hélène et Michaël (1990). La plupart de ses pièces sont produites par le Théâtre l'Escaouette mais le TPA a aussi produit L'Amer à boire en 1977, alors que c'est l'Université de Moncton qui a produit Au plus fort la poche et Becquer Bobo. Atarelle et les Pacmaniens fait l'objet d'une tournée européenne en 1985.
Jules Boudreau, originaire de Maisonnette, s'implique activement dès les années 1970 dans la plupart des activités théâtrales de la région de Caraquet, notamment la Troupe 2 % et le Théâtre populaire d'Acadie. Il fonde aussi les Élouèzes et le Théâtre de la Dune dans son village natal. Il est pourtant surtout connu comme dramaturge et la plupart de ses pièces ont été montées professionnellement par le TPA. Son plus grand succès est le drame musical à grand déploiement Louis Mailloux, conçu avec Calixte Duguay, pour lequel il avoue transgresser la réalité historique pour actualiser la lutte de l'opprimé contre l'oppresseur, en faisant un symbole de la résistance acadienne. Avec la comédie musicale La Lambique (1983), le duo Boudreau/Duguay rompt avec le traitement traditionnel du nationalisme acadien en abordant le sujet avec humour, sans tomber dans l'ironie ou la dérision. Cochu et le soleil (1977) est une pièce sur la misère et l'humiliation endurée par les Acadiens après la Déportation. Il écrit ensuite Images de notre enfance, sur les différents aspects de la vie des enfants des années 1950. Des amis pas pareils, une fable écrite en collaboration avec Jeanine Boudreau-Dugas, explore les différences en touchant à la fois au réel et à l'imaginaire. Il collabore avec Bernard et Bertrand Dugas pour Bessons, un texte sur les rapports qu'ont les jumeaux entre eux et avec le monde extérieur. Jules Boudreau écrit aussi trois textes radiophoniques.
Laval Goupil (1945-2000) est originaire de Tracadie-Sheila — il est le troisième grand dramaturge à provenir de la Péninsule acadienne — mais passe plusieurs années à Montréal. Après de longues études en arts dramatiques, il est surtout animateur, metteur en scène, interprète et écrivain. Deux de ses pièces, Le Djibou et Tête d'eau, sont publiées en Acadie et connaissent du succès au Québec. Trois autres de ses pièces sont produites mais inédites : Le Roi appelle, Mission collision et Ti-Jean. Il adapte de Victor Lanoux Le Tourniquet, devenu Le Rouv'cane et de Claude Le Bouthillier L'Acadien reprend son pays, devenu Jour de grâce. Il signe aussi trois textes radiophoniques dont un seul, Exil, est diffusé en 1979 sur la Première Chaîne et dans lequel il vulgarise l'unité nationale dans un contexte de science-fiction.
Un deuxième trio de dramaturges provient du Madawaska, au Nord-Ouest du Nouveau-Brunswick. Gracia Couturier, née à Edmundston en 1951, fonde le Théâtre de saison du Centre universitaire de Shippagan, où elle crée quatre pièces. Ses autres pièces sont mises en scène par le Théâtre l'Escaouette sauf une, produite à l'Université de Moncton. L'une de ses préoccupations est la condition féminine mais c'est avec humour et non pas du dogmatisme qu'elle remet en question le rôle des sexes dans Mon mari est un ange et Les Ans volés. Son expérience de rédaction de cahiers pédagogiques destinés aux tournées théâtrales dans les écoles lui permet de maîtriser son autre préoccupation, l'enfant, en traitant avec humour et délicatesse des sujets difficiles comme l'abus de pouvoir avec Les Enfants taisez vous! et Le Gros ti-gars ainsi que la maladie, la souffrance et la mort, avec Enfantômes Suroulettes,
Charles Pelletier travaille avec son professeur Gilles Claude Thériault, fonde le Théâtre nouveau avec Lucie Albert et devient lui-même professeur de théâtre. Il écrit cinq pièces dont l'une, Dame Bulle, est mise en scène par ses soins au Théâtre l'Escaouette en 1987.
Rino Morin Rossignol, né en 1950, est surtout connu comme journaliste, poète et essayiste et a en fait écrit une seule pièce, Le Pique-nique, produite une première fois à Edmundston et mise en scène par Eugène Gallant Théâtre l'Escaouette en 1987. Prétextant la comparaison des différences régionales en Acadie, l'auteur explore les fonctions ludiques du langage.
Laurier Melanson, né au Sud-Est du Nouveau-Brunswick — région d'origine d'Antonine Maillet —, a écrit une seule pièce, Zélika à cochon vert, adaptation de son propre roman, mise en scène au TPA par Marcel Thériault et faisant l'objet d'une série radiophonique. Il écrit lui-même cinq textes radiophoniques, tous réalisés par Bertholet Charron.
Roger Leblanc est le premier directeur artistique du Théâtre l'Escaouette, où il a écrit ou contribué à l'écriture de cinq pièces, dont quatre ont été produites par l'institution. Il quitte le théâtre après sept ans et ne s'implique apparemment plus dans cette activité par la suite mais une publication du Théâtre l'Escaouette soutient qu'il a mené à la « formation d'un public et d'un répertoire » et qu'il l'a « dépoussiéré [les Acadiens] de la vision folklorique », s'inscrivant dans la modernité selon Zénon Chiasson.
Les mêmes mots pourraient s'appliquer au Belge Ivan Vanhecke (1948-2011), impliqué dès son arrivée en 1976 comme professeur, dramaturge, metteur en scène et comédien. Il monte plusieurs spectacles au Théâtre l'Escaouette, où il adapte Le Tapis de Grand-Pré en 1989 et écrit Promenade en haute mer la même année. La Première Chaîne produit deux de ses textes, dont L'Errance de la baleine, gagnant du concours Des mots et des sons en 1990.
Marcia Babineau, née à Campbellton,  en 1958, est une metteure en scène, comédienne et pédagogue incontournable du théâtre acadien contemporain. Cofondatrice du Théâtre l’Escaouette en 1977, elle en assure aujourd’hui la direction artistique et la codirection générale, faisant de cette institution un pilier de la création théâtrale en Acadie. Diplômée en art dramatique de l’Université de Moncton en 1978, elle approfondit sa formation à New York, notamment au Lee Strasberg Theatre Institute, à l’Actor’s Studio et au Alvin Ailey Dance Studio, développant une approche de la mise en scène fondée sur la rigueur émotionnelle et la physicalité du jeu. Sa carrière compte plus d’une trentaine de mises en scène marquantes, dont Mistero Buffo, Ne jamais nager seul, Winslow et Les Remugles ou la danse nuptiale est une langue morte, ainsi que des rôles de premier plan au théâtre. De 2007 à 2021, elle enseigne l’interprétation à l’Université de Moncton, qu’elle dirige de 2016 à 2021, contribuant à la formation de plusieurs générations d’artistes acadiens. Son engagement national se manifeste aussi par sa présidence de l’Association des théâtres francophones du Canada (2010-2014) et son rôle au sein du conseil des gouverneurs de l’École nationale de théâtre du Canada (2006-2010), affirmant son influence dans le développement du théâtre en contexte minoritaire.

### Comédiens
Viola Léger (née en 1930 à Fitchburg, au Massachusetts) est l'unique interprète de La Sagouine d'Antonine Maillet. Avec sa voix rauque, ses traits burinés, sa gestuelle, sa démarche et son accent, on assiste a « une actrice qui fait la rencontre d'un grand rôle, ou plutôt d'un rôle qui fait la rencontre d'une grande actrice », selon Zénon Chiasson. Viola Léger joue ce rôle plus de 2000 fois mais tient aussi la tête d'affiche dans d'autres pièces d'Antonine Maillet.
Bernard Leblanc (1944-2007) est d'abord un acteur autodidacte au Théâtre amateur de Moncton, où il joue dans la pièce Ti-Jean. Il est cofondateur du Théâtre l'Escaouette, où il paraît dans Histoire en histoire (1980), Cogne fou (1981), Renaissances (1984) et Y'a pas que des maringouins dans les campings (1986). Il est l'époux de Viola Léger et il est le premier à jouer le rôle de Gapi, le mari de La Sagouine, au Pays de la Sagouine. Ils forment d'ailleurs un couple dans le film Le Secret de Jérôme (1994). L'une de ses plus grandes interprétations est dans le rôle de Barnie de la pièce Aléola, adaptée par Laval Goupil à partir d'une pièce de Gaétan Charlebois. Son rôle le plus important est toutefois dans la pièce Laurie ou la vie de galerie (1997), écrite pour lui par Herménégilde Chiasson.
Florian Levesque (1959-2012) est un conteur, écrivain et militant né à Val-d'Amours, au Nord du Nouveau-Brunswick. Il crée le personnage Monsieur Flo pour les enfants et celui de Lévêk pour les adultes. Il présente ses spectacles au Canada, aux États-Unis et en Europe.

## Genres et thèmes

### Grand Dérangement

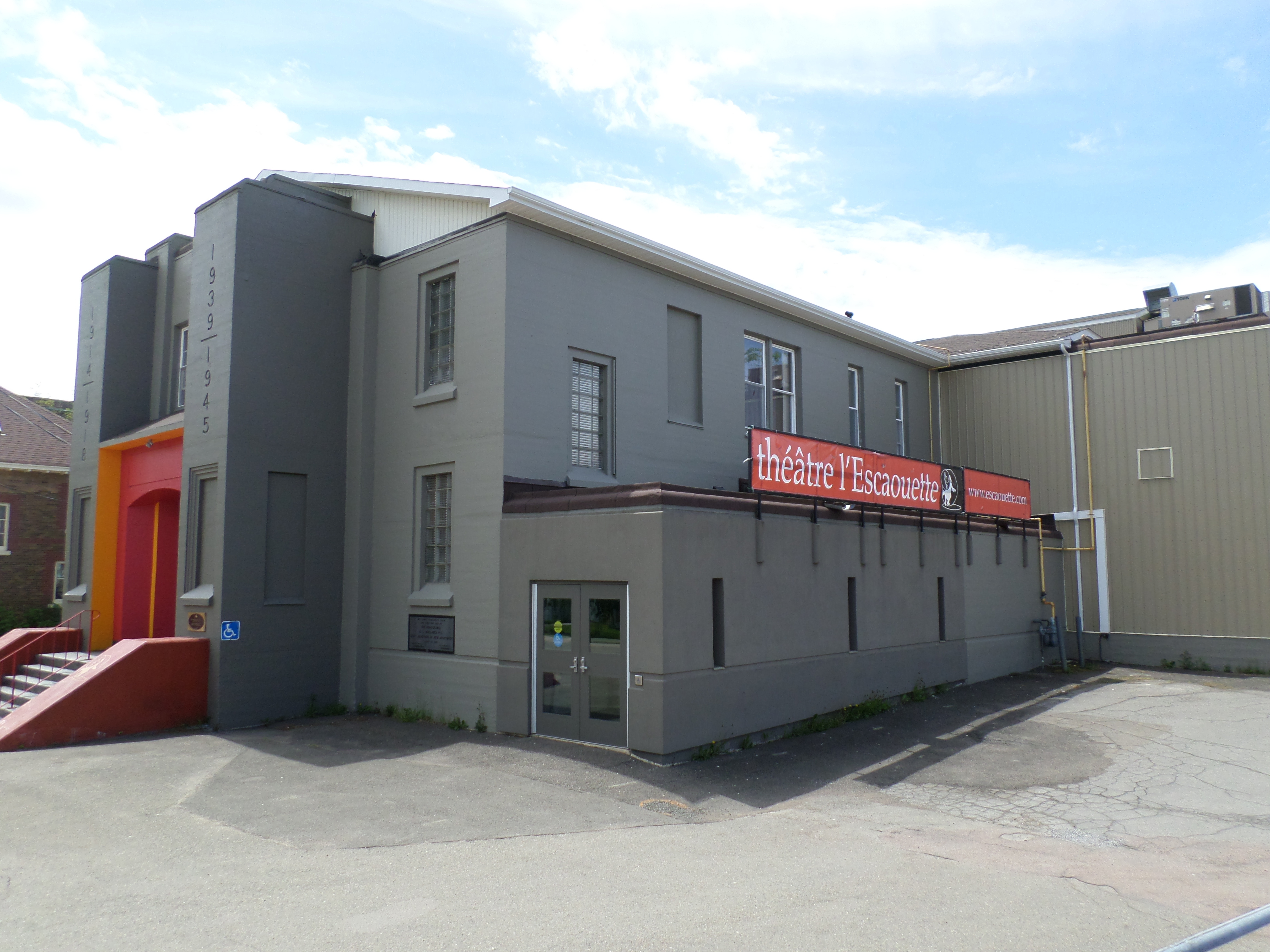
Le Théâtre l'Escaouette.

De nombreuses pièces de théâtre collégiales portent sur le Grand Dérangement et plus précisément la déportation des Acadiens car les professeurs utilisent le théâtre pour former un sentiment national chez les étudiants. Traditionnellement, ces pièces mettent en scène le martyre d'innocents. La principale œuvre, et la seule qui fut publiée, est Le Drame du peuple acadien, de Jean-Baptiste Jégo, produite en 1930 au Collège Sainte-Anne.
Le bicentenaire de la Déportation des Acadiens, en 1955, est l'occasion de plusieurs célébrations mais aussi de la création de pièces de théâtre sur ce thème. Cet événement marque toutefois la fin d'une idéologie passéiste qui est en fait la façade d'un mouvent clérico-nationaliste. Autrement dit, les jeunes artistes se détournent du sujet de la déportation des Acadiens, considérant comme néfaste le fait de se réfugier dans le passé alors que l'Acadie connait une période d'expérimentation et de libération. Ils dénoncent aussi l'idéologie de survie défendue lors des Conventions nationales acadiennes et remettent en cause les symboles nationaux, qu'ils considèrent comme synonymes d'un peuple inférieur, colonisé. Lors de la XIIIe Convention nationale acadienne, en 1960, Louis Lebel demande « le silence, sinon l'oubli » de ces événements.
Les auteurs des années 1960 et 1970 s'opposent à l'image de l'Acadie historique, préférant se concentrer sur l'« Acadie à faire ». Le succès international remporté par Antonine Maillet en 1979 avec son roman Pélagie-la-charrette contribue toutefois à populariser ce thème ; le roman raconte le retour des déportés en Acadie. Cochu et le soleil (1977), de Jules Boudreau, traite de la « deuxième déportation des Acadiens » de la vallée du fleuve Saint-Jean, à l'arrivée des Loyalistes en 1783. Avec le conte Le Tapis de Grand-Pré, Réjean Aucoin et Jean-Charles Tremblay ont réussi à tisser des liens entre les différentes localités acadiennes de la Nouvelle-Écosse, à informer les jeunes sur leurs origines et à éveiller leur fierté acadienne. Il est adapté au théâtre en 1989 par Ivan Vanhecke.

### Actualité
La représentation de l'actualité au théâtre est très rare. Qu'est-ce qu'on fait monsieur le maire ? (1973) est une adaptation de la pièce Médium saignant (1969) de Françoise Loranger, mettant en scène le maire Leonard Jones de Moncton, réputé pour sa francophobie. L'expropriation du parc national de Kouchibouguac est tout de même traitée dans la pièce pour enfants Kouchibou quoi ? (1975), de Roger Leblanc. Avec Cochu et le soleil (1977), Jules Boudreau fait un lien entre la déportation des Acadiens et cet événement ; le personnage de Grégoire Cochu rappelle Jackie Vautour, à qui est dédiée la pièce. L'une des seules autres pièces d'actualité est Le Filet (2007), de Marcel-Romain Thériault, inspirée de la crise du crabe de 2003 ; les producteurs font l'objet de menaces mais la pièce est un succès,.
La troupe La Revue acadienne présente une rétrospective humoristique de l'année au Festival HubCap de Moncton à partir de 2001 et son propre spectacle dès 2003. Une série télévisée est même produite à la Télévision de Radio-Canada en 2011.

### Acadianité et nationalisme
L'usage de l'anglais durant certaines séances de théâtre paroissial est dénoncé, donnant parfois lieu à de vives polémiques, par exemple dans les pages de L'Évangéline en 1913. De nos jours, l'usage même du français acadien est parfois désavoué ou, du moins, n'est plus vraiment une façon d'afficher son acadianité.
Le théâtre acadien, comme d'autres aspects de la culture de l'Acadie, est souvent confondu avec le théâtre québécois ; Antonine Maillet et Le Théâtre de Neptune sont quelques exemples d'appropriation. Cette attitude cause parfois des polémiques mais s'explique tout de même par l'influence réciproque. Il reste que la plupart des pièces d'Antonine Maillet furent mises en scène et jouées par des Québécois tandis que de nombreuses pièces québécoises sont adaptées en Acadie. Les fréquentes coproductions avec le Québec s'attirent parfois des critiques. Elles permettent toutefois de rejoindre un plus grand public, la pièce Grace et Gloria ayant été présentée à 150 reprises au lieu de 20. Les coproductions ouvrent aussi la porte des galas québécois aux pièces acadiennes, le TPA a ainsi obtenu plusieurs Masques au cours des années 2000. Cette situation pousse toutefois Jean-Claude Marcus à faire la distinction entre le « théâtre acadien » et le « théâtre en Acadie ».
Le Théâtre populaire d'Acadie s'est souvent fait reprocher de ne pas produire assez de textes acadiens. Selon Zénon Chiasson, cela reste une nécessité, compte tenu du petit répertoire, du faible nombre de dramaturges et de la mission première de cette troupe, qui est d'offrir du théâtre de qualité.
Le théâtre a souvent été centré sur l'Acadie, tombant, selon Zénon Chiasson, dans les clichés et utilisant fréquemment différents symboles acadiens comme le drapeau national, des plats typiques et des agrès de pêche. Cela a toutefois permis de développer un théâtre authentique, qui ne soit pas « colonisé ». Les œuvres d'Antonine Maillet, notamment La Sagouine, avec leur langage populaire et leur représentation des pauvres et des marginaux ont contribué à forger l'identité acadienne par le théâtre. Les pièces historiques sont souvent utilisées à cet effet, quoique les événements sont souvent déformés, en général pour actualiser le combat pour la justice sociale et les libertés. En fait, ce ne sont pas tant les événements qui sont transformés mais la façon de les représenter, qui utilise souvent la satire. Michel Roy dénonce d'ailleurs cette pratique en 1978 dans son essai L'Acadie perdue. Les thèmes historiques et le débat identitaire occupent de moins en moins de place, quoique Pierre, Hélène et Michael (1990), d'Herménégilde Chiasson, traite de l'exil et de l'attrait de la culture anglophone. Dans la pièce Des amis pas pareils, de Jules et Jeannine Boudreau, des animaux perdent leur queue et du même coup leur identité, ce qui peut être vu comme une métaphore de l'assimilation des Acadiens. À partir des années 1980, des préoccupations sociales courantes dans le théâtre d'autres peuples commencent à être représentées dans le théâtre acadien. Il y a en fait une hésitation entre l'utilisation de sujets purement acadiens et des thèmes plus universels. Même les mots Acadie et acadien sont parfois mis de côté.
Le théâtre acadien n'est pas pour autant centré sur l'Acadie et son peuple, le principal exemple étant les œuvres d'Antonine Maillet, notamment Évangéline Deusse, dont l'action se déroule dans un parc montréalais.

## Festivals
Plusieurs festivals sont destinés au théâtre acadien. Afin de développer la dramaturgie, le Théâtre L'Escaouette lance un volet d'animation en 1998, qui devient en 2001 le Festival à haute voix (FHV), un événement biennal consistant en une lecture de textes inédits, permettant aux auteurs de travailler avec des comédiens et d'un metteur en scène et animateur, en l'occurrence Louis-Dominique Lavigne. Plusieurs des pièces présentées au Festival à haute voix sont reprises par le TPA, l'Escaouette, ou d'autres troupes. Le festival a lancé la carrière d'Emma Haché, de Marcel-Romain Thériault et de Mélanie F. Léger. 
Le Festival du théâtre jeunesse en Acadie est mis sur pied par le Théâtre populaire d'Acadie en 1998, offrant à la fois des pièces de répertoire et des créations. Il y a aussi le Festival de théâtre communautaire en Acadie. D'autres événements mettent en valeur le théâtre, dont les divers festivals acadiens, notamment celui de Caraquet, la FrancoFête en Acadie ainsi que le Congrès mondial acadien, qui est organisé tous les quatre ans.
L'Estival du TPA a lieu pour la première fois en 2007.

## Autour du théâtre

### Financement et promotion
Des troupes distribuent des billets de loterie, entre autres le Théâtre populaire d'Acadie avec sa Loto TPA.
L'Association des théâtres francophones du Canada (ATFC), fondée en 1984, occupe un rôle similaire à celui qu'avait l'Association Théâtre-Acadie entre 1981 et 1988 au niveau local.
Dès l'organisation des premières séances publiques à Memramcook, les journaux — Le Moniteur acadien en premier lieu — se font un devoir d'annoncer les représentations, de mentionner la présence de telle ou telle personnalité et d'encourager ces événements.
À partir de 1888, des trains nolisés amènent les spectateurs à Memramcook. La même chose est faite pour le Collège Sacré-Cœur, un train spécial faisant même le trajet jusqu'à Bathurst pour la représentation de Noël 1905.

### Censure
Selon David Lonergan, la rectitude politique pratiquée par le gouvernement du Nouveau-Brunswick frôle parfois la « débilité ».
Dans un contexte de vague de suicides chez les adolescents, la pièce Cap Enragée d'Herménégilde Chiasson est censurée par la directrice artistique de l'Escaouette lors de sa reprise en 1999, les suicides étant transformés en accidents.

### Critique et recherche
Le milieu artistique acadien a longtemps été trop petit pour permettre une distance nécessaire à l'objectivité et une critique dramatique rigoureuse. À l'origine, les journalistes se contentent de faire un compte rendu, terme considéré plus juste que critique par Jean-Claude Marcus, affirmant souvent que telle séance « est la plus belle [...] jamais donnée », rendant difficile le jugement de la véritable qualité des pièces produites. Dans de nombreux cas, les historiens disposent uniquement des communiqués de presse émis par les compagnies théâtrales. Il existe tout de même des exemples d'opinion plus nuancées, par exemple en 1941 lorsque Clément Cormier mentionne que, lors de la présentation du Malade imaginaire, les vestons modernes des étudiants paraissent parfois sous les toges de leurs personnages.
La critique est toujours quasi inexistante au tournant du XXIe siècle, à cause du manque de moyens et de tribunes pour faire connaître une critique qui puisse être elle-même confrontée à une critique, le manque de références pour juger de la qualité d'une pièce et, surtout, le fait que le milieu est peu habitué à supporter la critique négative sans qu'elle ne soit perçue comme mal intentionnée.
Le fait que la plupart des pièces ne sont pas publiées et qu'elles sont rarement jouées à l'extérieur de l'Acadie rend difficile leur étude. Les travaux de Jean-Claude Marcus, Laurent Lavoie, Roger Lacerte, Zénon Chiasson ont tout de même permis de dresser une histoire partielle du théâtre acadien. D'autres textes, dont ceux de Judith Perron, Jean Marmier et Alex Fancy, permettent de mieux comprendre certains aspects de cette discipline.

### Diffusion
Si l'on excepte les œuvres d'Antonine Maillet, le répertoire de pièces acadiennes publiées en 1990 comptait seulement huit titres, alors que plus d'une soixantaine avaient été produites entre les années 1960 et 1993. L'une des causes de cette rareté de textes publiés reste le désintéressement de certains dramaturges, préférant avant tout voir leurs pièces présentées sur scène. L'ensemble des pièces d'Antonine Maillet ont été publiées chez Leméac, à Montréal,, ce qui reste en dehors de la sphère culturelle acadienne. Les Éditions d'Acadie et Michel Henry éditeur, qui n'existe toutefois plus, se sont partagé le reste des titres. Les Éditions Perce-Neige ont aussi publié une pièce. Le dramaturge Vincent Dumas a aussi publié à compte d'auteur alors que les Imprimeries Évangéline, de Yarmouth, ont publié, entre autres, des textes de Germaine Comeau.

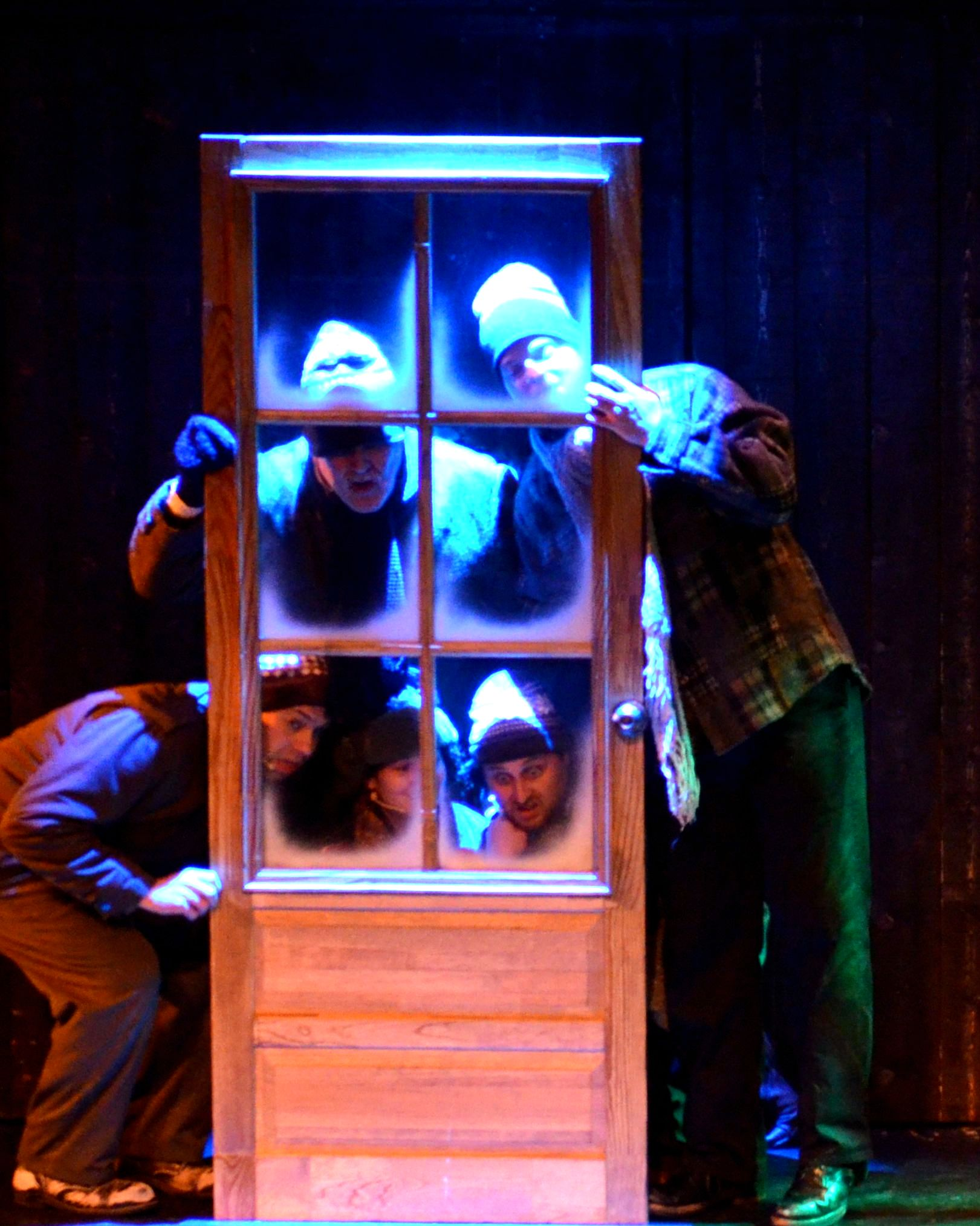
Un spectacle de Noël au Pays de la Sagouine.

La situation de l'édition s'améliore à partir de 1990, où 24 pièces sont publiées en treize ans. D'ailleurs, la pièce Les Acadiens à Philadelphie (1875), de Pascal Poirier, est publiée pour la première fois en 1994.
La Société Radio-Canada contribue à la diffusion du théâtre acadien par l'entremise de sa station de télévision CBAFT-DT mais surtout de sa station de radio CBAF-FM (Première Chaîne). CBAFT-DT a bien produit un téléfilm de Jacques Savoie ainsi que deux séries basées sur La Sagouine mais un seul véritable télé-théâtre, Mon mari est un ange, de Gracia Couturier, en 1988 ; la pièce avait été jouée un an plus tôt à Edmundston. Dans une mise en scène de l'auteure, le personnage principal, le professeur de psychologie Tarzan Mâzzerolle, joué par Philippe Beaulieu, a un accès momentané de féminisme et décide s'assumer la charge de la grossesse de sa femme pour qu'elle puisse poursuivre sa carrière. Bertholet Charron a réalisé la plupart des dramatiques radiophoniques de CBAF-FM. Plusieurs jeunes auteurs y ont commencé leur carrière, dont Laurier Melanson, qui y a lu le texte de Zélica à Cochon vert et de Otto de le veuve Hortense. La société a aussi organisé un concours annuel, dont le lauréat voyait son œuvre produite par l'organisme.

### Traductions
Une première pièce traduite, du dramaturge italien Dario Fo, est présentée par le théâtre populaire d'Acadie en 1983. Depuis ce temps, c'est surtout le TPA qui traduit des pièces, le Théâtre L'Escaouette préférant les créations originales. Dix-neuf pièces y sont traduites jusqu'en 2004 et seulement deux de ces traductions ont été faites par des Acadiens. La première étant le travail de Laval Goupil en 1997 pour la pièce Aléola de Gaëtan Charlebois. Entre 2000 et 2005, la troupe fait uniquement appel à des traducteurs spécialisés en Europe, avant de revenir aux traducteurs québécois.

## Influence
Le succès de La Sagouine est tel qu'une série télévisée est produite par la Télévision de Radio-Canada en 1977. En 1992 est fondé le Pays de la Sagouine de Bouctouche, basé sur les personnages d'Antonine Maillet. La femme de lettres continue d'écrire des textes qui sont mis en scène à chaque année dans ce complexe récréo-touristique. Une nouvelle série télévisée est réalisée en 2006 dans ce décor par Phil Comeau.